# Чемпіонат Європи з футболу 2020 (склади команд)
Участь у чемпіонаті Європи з футболу 2020 року, фінальна частина якого через пандемію коронавірусної хвороби була перенесена на літо 2021 року, взяли 24 національні збірні.
Кожна із команд-учасниць мала подати заявку із 26 гравців, включаючи трьох воротарів, до 1 червня 2021 року. Якщо після подання остоточної заявки команди, але до початку її першого матчу на турнірі, гравець з представленого списку отримав травму чи захворів, то він міг бути замінений за умови, що лікар команди і лікар з медичного комітету УЄФА підтверджували, що травма або хвороба є досить серйозною і не дозволяє гравцю взяти участі в турнірі. Аналогічна можливість заміни передбачена на випадок, якщо гравець із заявки на турнір згодом буде визнаний таким, що підлягає ізоляції через близькі контакти з особою, в якої підтверджено захворювання на коронавірусну хворобу. Регламент також передбачає заміну воротаря у заявці навіть у випадку, якщо травма або хвороба одного із голкіперів команди підтверджена вже після її старту на турнірі.

## Група A

### Італія
Головний тренер: Роберто Манчіні
Збірна Італії оголосила попередню заявку із 33 гравців 17 травня 2021 року. Остаточну заявку було оголошено 2 червня. Стефано Сенсі травмувався і 7 червня був замінений у заявці на Матео Пессіну. 10 червня з аналогічних причин замість Лоренцо Пеллегріні був дозаявлений Гаетано Кастровіллі.
| №  | Поз. | Гравець                    | Дата народження (вік)           | Ігри | Голи | Клуб            |
| -- | ---- | -------------------------- | ------------------------------- | ---- | ---- | --------------- |
| 1  | ВР   | Сальваторе Сірігу          | 12 січня 1987 (вік 34 роки)     | 26   | 0    | Торіно          |
| 2  | ЗХ   | Джованні Ді Лоренцо        | 4 серпня 1993 (вік 27 років)    | 7    | 0    | Наполі          |
| 3  | ЗХ   | Джорджо К'єлліні (капітан) | 14 серпня 1984 (вік 36 років)   | 107  | 8    | Ювентус         |
| 4  | ЗХ   | Леонардо Спінаццола        | 25 березня 1993 (вік 28 років)  | 14   | 0    | Рома            |
| 5  | ПЗ   | Мануель Локателлі          | 8 січня 1998 (вік 23 роки)      | 10   | 1    | Сассуоло        |
| 6  | ПЗ   | Марко Верратті             | 5 листопада 1992 (вік 28 років) | 40   | 3    | Парі Сен-Жермен |
| 7  | ПЗ   | Гаетано Кастровіллі        | 17 лютого 1997 (вік 24 роки)    | 2    | 0    | Фіорентіна      |
| 8  | ПЗ   | Жоржиньйо                  | 20 грудня 1991 (вік 29 років)   | 28   | 5    | Челсі           |
| 9  | НП   | Андреа Белотті             | 20 грудня 1993 (вік 27 років)   | 33   | 12   | Торіно          |
| 10 | НП   | Лоренцо Інсіньє            | 4 червня 1991 (вік 30 років)    | 41   | 8    | Наполі          |
| 11 | НП   | Доменіко Берарді           | 1 серпня 1994 (вік 26 років)    | 11   | 5    | Сассуоло        |
| 12 | ПЗ   | Матео Пессіна              | 21 квітня 1997 (вік 24 роки)    | 5    | 2    | Аталанта        |
| 13 | ЗХ   | Емерсон                    | 3 серпня 1994 (вік 26 років)    | 15   | 0    | Челсі           |
| 14 | НП   | Федеріко К'єза             | 25 жовтня 1997 (вік 23 роки)    | 25   | 1    | Ювентус         |
| 15 | ЗХ   | Франческо Ачербі           | 10 лютого 1988 (вік 33 роки)    | 14   | 1    | Лаціо           |
| 16 | ПЗ   | Бріан Крістанте            | 3 березня 1995 (вік 26 років)   | 11   | 1    | Рома            |
| 17 | НП   | Чіро Іммобіле              | 20 лютого 1990 (вік 31 рік)     | 46   | 13   | Лаціо           |
| 18 | ПЗ   | Ніколо Барелла             | 7 лютого 1997 (вік 24 роки)     | 23   | 5    | Інтернаціонале  |
| 19 | ЗХ   | Леонардо Бонуччі           | 1 травня 1987 (вік 34 роки)     | 102  | 7    | Ювентус         |
| 20 | НП   | Федеріко Бернардескі       | 16 лютого 1994 (вік 27 років)   | 30   | 6    | Ювентус         |
| 21 | ВР   | Джанлуїджі Доннарумма      | 25 лютого 1999 (вік 22 роки)    | 26   | 0    | Мілан           |
| 22 | НП   | Джакомо Распадорі          | 18 лютого 2000 (вік 21 рік)     | 1    | 0    | Сассуоло        |
| 23 | ЗХ   | Алессандро Бастоні         | 13 квітня 1999 (вік 22 роки)    | 5    | 0    | Інтернаціонале  |
| 24 | ЗХ   | Алессандро Флоренці        | 11 березня 1991 (вік 30 років)  | 43   | 2    | Парі Сен-Жермен |
| 25 | ЗХ   | Рафаел Толой               | 10 жовтня 1990 (вік 30 років)   | 3    | 0    | Аталанта        |
| 26 | ВР   | Алекс Мерет                | 22 березня 1997 (вік 24 роки)   | 2    | 0    | Наполі          |

### Швейцарія
Головний тренер: Владимир Петкович
Збірна Швейцарії оголосила попередню заявку із 29 гравців 19 травня 2021. Її остаточну заявку було оголошено 31 травня.
| №  | Поз. | Гравець                | Дата народження (вік)            | Ігри | Голи | Клуб                          |
| -- | ---- | ---------------------- | -------------------------------- | ---- | ---- | ----------------------------- |
| 1  | ВР   | Янн Зоммер             | 17 грудня 1988 (вік 32 роки)     | 61   | 0    | Боруссія (Менхенгладбах)      |
| 2  | ЗХ   | Кевін Мбабу            | 19 квітня 1995 (вік 26 років)    | 12   | 0    | Вольфсбург                    |
| 3  | ЗХ   | Сільван Відмер         | 5 березня 1993 (вік 28 років)    | 16   | 1    | Базель                        |
| 4  | ЗХ   | Ніко Ельведі           | 30 вересня 1996 (вік 24 роки)    | 26   | 1    | Боруссія (Менхенгладбах)      |
| 5  | ЗХ   | Мануель Аканджі        | 19 липня 1995 (вік 25 років)     | 29   | 0    | Боруссія (Дортмунд)           |
| 6  | ПЗ   | Деніс Закарія          | 20 листопада 1996 (вік 24 роки)  | 32   | 3    | Боруссія (Менхенгладбах)      |
| 7  | НП   | Брель Емболо           | 14 лютого 1997 (вік 24 роки)     | 43   | 5    | Боруссія (Менхенгладбах)      |
| 8  | ПЗ   | Ремо Фройлер           | 15 квітня 1992 (вік 29 років)    | 29   | 3    | Аталанта                      |
| 9  | НП   | Гаріс Сеферович        | 22 лютого 1992 (вік 29 років)    | 74   | 21   | Бенфіка                       |
| 10 | ПЗ   | Граніт Джака (капітан) | 27 вересня 1992 (вік 28 років)   | 94   | 12   | Арсенал (Лондон)              |
| 11 | ПЗ   | Рубен Варгас           | 5 серпня 1998 (вік 22 роки)      | 12   | 2    | Аугсбург                      |
| 12 | ВР   | Івон Мвого             | 6 червня 1994 (вік 27 років)     | 4    | 0    | ПСВ                           |
| 13 | ЗХ   | Рікардо Родрігес       | 25 серпня 1992 (вік 28 років)    | 81   | 9    | Торіно                        |
| 14 | ПЗ   | Стівен Цубер           | 17 серпня 1991 (вік 29 років)    | 37   | 8    | Айнтрахт (Франкфурт-на-Майні) |
| 15 | ПЗ   | Джибріль Соу           | 6 лютого 1997 (вік 24 роки)      | 16   | 0    | Айнтрахт (Франкфурт-на-Майні) |
| 16 | ПЗ   | Крістіан Фасснахт      | 11 листопада 1993 (вік 27 років) | 8    | 3    | Янг Бойз                      |
| 17 | ЗХ   | Лоріс Беніто           | 7 січня 1992 (вік 29 років)      | 12   | 1    | Бордо                         |
| 18 | НП   | Адмір Мехмеді          | 16 березня 1991 (вік 30 років)   | 74   | 10   | Вольфсбург                    |
| 19 | НП   | Маріо Гавранович       | 24 листопада 1989 (вік 31 рік)   | 30   | 14   | Динамо (Загреб)               |
| 20 | ПЗ   | Едімілсон Фернандеш    | 15 квітня 1996 (вік 25 років)    | 22   | 2    | Майнц 05                      |
| 21 | ВР   | Йонас Омлін            | 10 січня 1994 (вік 27 років)     | 2    | 0    | Монпельє                      |
| 22 | ЗХ   | Фабіан Шер             | 20 грудня 1991 (вік 29 років)    | 60   | 8    | Ньюкасл Юнайтед               |
| 23 | ПЗ   | Джердан Шачірі         | 10 жовтня 1991 (вік 29 років)    | 91   | 23   | Ліверпуль                     |
| 24 | ЗХ   | Бечир Омерагич         | 20 січня 2002 (вік 19 років)     | 4    | 0    | Цюрих                         |
| 25 | ЗХ   | Ерай Джемерт           | 4 лютого 1998 (вік 23 роки)      | 6    | 0    | Базель                        |
| 26 | ЗХ   | Джордан Лотомба        | 29 вересня 1998 (вік 22 роки)    | 2    | 0    | Ніцца                         |

### Туреччина
Головний тренер: Шенол Гюнеш
Збірна Туреччини оголосила попередню заявку із 30 гравців 14 травня 2021. Остаточну заявку було оприлюднено 1 червня.
| №  | Поз. | Гравець               | Дата народження (вік)            | Ігри | Голи | Клуб                  |
| -- | ---- | --------------------- | -------------------------------- | ---- | ---- | --------------------- |
| 1  | ВР   | Мерт Гюнок            | 1 березня 1989 (вік 32 роки)     | 22   | 0    | Істанбул Башакшехір   |
| 2  | ЗХ   | Зекі Челік            | 17 лютого 1997 (вік 24 роки)     | 20   | 2    | Лілль                 |
| 3  | ЗХ   | Меріх Демірал         | 5 березня 1998 (вік 23 роки)     | 21   | 0    | Ювентус               |
| 4  | ЗХ   | Чаглар Сьоюнджю       | 23 травня 1996 (вік 25 років)    | 35   | 2    | Лестер Сіті           |
| 5  | ПЗ   | Окай Йокушлу          | 9 березня 1994 (вік 27 років)    | 34   | 1    | Вест-Бромвіч Альбіон  |
| 6  | ПЗ   | Озан Туфан            | 23 березня 1995 (вік 26 років)   | 60   | 9    | Фенербахче            |
| 7  | НП   | Ченгіз Юндер          | 14 липня 1997 (вік 23 роки)      | 29   | 9    | Лестер Сіті           |
| 8  | ПЗ   | Дорухан Токез         | 21 травня 1996 (вік 25 років)    | 9    | 1    | Бешикташ              |
| 9  | НП   | Кенан Караман         | 5 березня 1994 (вік 27 років)    | 22   | 5    | Фортуна (Дюссельдорф) |
| 10 | ПЗ   | Хакан Чалханоглу      | 8 лютого 1994 (вік 27 років)     | 56   | 13   | Мілан                 |
| 11 | НП   | Юсуф Язиджи           | 29 січня 1997 (вік 24 роки)      | 31   | 1    | Лілль                 |
| 12 | ВР   | Алтай Байиндир        | 14 квітня 1998 (вік 23 роки)     | 1    | 0    | Фенербахче            |
| 13 | ЗХ   | Умут Мераш            | 20 грудня 1995 (вік 25 років)    | 13   | 0    | Гавр                  |
| 14 | ПЗ   | Тайлан Антальяли      | 8 січня 1995 (вік 26 років)      | 6    | 0    | Галатасарай           |
| 15 | ЗХ   | Озан Кабак            | 25 березня 2000 (вік 21 рік)     | 12   | 0    | Ліверпуль             |
| 16 | НП   | Енес Юнал             | 10 травня 1997 (вік 24 роки)     | 22   | 2    | Хетафе                |
| 17 | НП   | Бурак Їлмаз (капітан) | 15 липня 1985 (вік 35 років)     | 67   | 29   | Лілль                 |
| 18 | ЗХ   | Ридван Їлмаз          | 21 травня 2001 (вік 20 років)    | 2    | 0    | Бешикташ              |
| 19 | ПЗ   | Оркун Кекчю           | 29 грудня 2000 (вік 20 років)    | 6    | 0    | Феєнорд               |
| 20 | ПЗ   | Абдулкадір Омюр       | 25 червня 1999 (вік 21 рік)      | 9    | 0    | Трабзонспор           |
| 21 | ПЗ   | Ірфан Кахведжі        | 15 липня 1995 (вік 25 років)     | 18   | 0    | Фенербахче            |
| 22 | ЗХ   | Каан Айхан            | 10 листопада 1994 (вік 26 років) | 37   | 4    | Сассуоло              |
| 23 | ВР   | Угурджан Чакир        | 5 квітня 1996 (вік 25 років)     | 8    | 0    | Трабзонспор           |
| 24 | ПЗ   | Керем Актюркоглу      | 21 жовтня 1998 (вік 22 роки)     | 1    | 0    | Галатасарай           |
| 25 | ЗХ   | Мерт Мюлдюр           | 3 квітня 1999 (вік 22 роки)      | 8    | 0    | Сассуоло              |
| 26 | ПЗ   | Халіл Дервішоглу      | 8 грудня 1999 (вік 21 рік)       | 2    | 1    | Галатасарай           |

### Уельс
Головний тренер: Роб Пейдж
Збірна Уельсу 23 квітня 2021 оголосила, що її діями на турнірі керуватиме Роб Пейдж, адже головний тренер Раян Гіггз був тимчасово відсторонений, отримавши звинувачення у нападі на двох жінок. 30 травня валлійці оголосили свою остаточну заявку на турнір.
| №  | Поз. | Гравець               | Дата народження (вік)            | Ігри | Голи | Клуб              |
| -- | ---- | --------------------- | -------------------------------- | ---- | ---- | ----------------- |
| 1  | ВР   | Вейн Геннессі         | 24 січня 1987 (вік 34 роки)      | 96   | 0    | Крістал Пелес     |
| 2  | ЗХ   | Кріс Гантер           | 21 липня 1989 (вік 31 рік)       | 101  | 0    | Чарльтон Атлетік  |
| 3  | ЗХ   | Неко Вільямс          | 13 квітня 2001 (вік 20 років)    | 11   | 1    | Ліверпуль         |
| 4  | ЗХ   | Бен Дейвіс            | 24 квітня 1993 (вік 28 років)    | 60   | 0    | Тоттенгем Готспур |
| 5  | ЗХ   | Том Локієр            | 3 грудня 1994 (вік 26 років)     | 13   | 0    | Лутон Таун        |
| 6  | ЗХ   | Джо Родон             | 22 жовтня 1997 (вік 23 роки)     | 14   | 0    | Тоттенгем Готспур |
| 7  | ПЗ   | Джо Аллен             | 14 березня 1990 (вік 31 рік)     | 59   | 2    | Сток Сіті         |
| 8  | ПЗ   | Гаррі Вілсон          | 22 березня 1997 (вік 24 роки)    | 26   | 5    | Кардіфф Сіті      |
| 9  | НП   | Тайлер Робертс        | 12 січня 1999 (вік 22 роки)      | 14   | 0    | Лідс Юнайтед      |
| 10 | ПЗ   | Аарон Ремзі           | 26 грудня 1990 (вік 30 років)    | 63   | 16   | Ювентус           |
| 11 | НП   | Гарет Бейл (капітан)  | 16 липня 1989 (вік 31 рік)       | 92   | 33   | Тоттенгем Готспур |
| 12 | ВР   | Денні Ворд            | 22 червня 1993 (вік 27 років)    | 13   | 0    | Лестер Сіті       |
| 13 | НП   | Кіффер Мур            | 8 серпня 1992 (вік 28 років)     | 17   | 5    | Кардіфф Сіті      |
| 14 | ЗХ   | Коннор Робертс        | 23 вересня 1995 (вік 25 років)   | 26   | 1    | Суонсі Сіті       |
| 15 | ЗХ   | Ітан Ампаду           | 14 вересня 2000 (вік 20 років)   | 23   | 0    | Шеффілд Юнайтед   |
| 16 | ПЗ   | Джо Моррелл           | 3 січня 1997 (вік 24 роки)       | 15   | 0    | Лутон Таун        |
| 17 | ЗХ   | Рис Норрінгтон-Дейвіс | 22 квітня 1999 (вік 22 роки)     | 5    | 0    | Сток Сіті         |
| 18 | ПЗ   | Джонатан Вільямс      | 9 жовтня 1993 (вік 27 років)     | 28   | 1    | Кардіфф Сіті      |
| 19 | ПЗ   | Девід Брукс           | 8 липня 1997 (вік 23 роки)       | 18   | 2    | Борнмут           |
| 20 | ПЗ   | Деніел Джеймс         | 10 листопада 1997 (вік 23 роки)  | 20   | 4    | Манчестер Юнайтед |
| 21 | ВР   | Адам Дейвіс           | 17 липня 1992 (вік 28 років)     | 2    | 0    | Сток Сіті         |
| 22 | ЗХ   | Кріс Мефам            | 5 листопада 1997 (вік 23 роки)   | 18   | 0    | Борнмут           |
| 23 | ПЗ   | Ділан Левітт          | 17 листопада 2000 (вік 20 років) | 8    | 0    | Істра 1961        |
| 24 | ЗХ   | Бен Кабанго           | 30 травня 2000 (вік 21 рік)      | 3    | 0    | Суонсі Сіті       |
| 25 | ПЗ   | Рубін Колвілл         | 27 квітня 2002 (вік 19 років)    | 1    | 0    | Кардіфф Сіті      |
| 26 | ПЗ   | Меттью Сміт           | 22 листопада 1999 (вік 21 рік)   | 14   | 0    | Донкастер Роверз  |

## Група B

### Бельгія
Головний тренер:  Роберто Мартінес
Збірна Бельгії оголосила свою остаточну заявку 17 травня 2021.
| №  | Поз. | Гравець                 | Дата народження (вік)            | Ігри | Голи | Клуб                     |
| -- | ---- | ----------------------- | -------------------------------- | ---- | ---- | ------------------------ |
| 1  | ВР   | Тібо Куртуа             | 11 травня 1992 (вік 29 років)    | 84   | 0    | Реал Мадрид              |
| 2  | ЗХ   | Тобі Алдервейрелд       | 2 березня 1989 (вік 32 роки)     | 109  | 5    | Тоттенгем Готспур        |
| 3  | ЗХ   | Томас Вермален          | 14 листопада 1985 (вік 35 років) | 80   | 2    | Віссел Кобе              |
| 4  | ЗХ   | Дедрик Боята            | 28 листопада 1990 (вік 30 років) | 23   | 0    | Герта (Берлін)           |
| 5  | ЗХ   | Ян Вертонген            | 24 квітня 1987 (вік 34 роки)     | 127  | 9    | Бенфіка                  |
| 6  | ПЗ   | Аксель Вітсель          | 12 січня 1989 (вік 32 роки)      | 110  | 10   | Боруссія (Дортмунд)      |
| 7  | ПЗ   | Кевін Де Брейне         | 28 червня 1991 (вік 29 років)    | 80   | 21   | Манчестер Сіті           |
| 8  | ПЗ   | Юрі Тілеманс            | 7 травня 1997 (вік 24 роки)      | 39   | 4    | Лестер Сіті              |
| 9  | НП   | Ромелу Лукаку           | 13 травня 1993 (вік 28 років)    | 93   | 60   | Інтернаціонале           |
| 10 | НП   | Еден Азар (капітан)     | 7 січня 1991 (вік 30 років)      | 107  | 32   | Реал Мадрид              |
| 11 | ПЗ   | Яннік Феррейра Карраско | 4 вересня 1993 (вік 27 років)    | 46   | 6    | Атлетіко (Мадрид)        |
| 12 | ВР   | Сімон Міньйоле          | 6 березня 1988 (вік 33 роки)     | 31   | 0    | Брюгге                   |
| 13 | ВР   | Матц Селс               | 26 лютого 1992 (вік 29 років)    | 1    | 0    | Страсбур                 |
| 14 | НП   | Дріс Мертенс            | 6 травня 1987 (вік 34 роки)      | 98   | 21   | Наполі                   |
| 15 | ЗХ   | Тома Меньє              | 12 вересня 1991 (вік 29 років)   | 47   | 7    | Боруссія (Дортмунд)      |
| 16 | ПЗ   | Торган Азар             | 29 березня 1993 (вік 28 років)   | 35   | 6    | Боруссія (Дортмунд)      |
| 17 | ПЗ   | Ганс Ванакен            | 24 серпня 1992 (вік 28 років)    | 10   | 2    | Брюгге                   |
| 18 | ЗХ   | Джейсон Денаєр          | 28 червня 1995 (вік 25 років)    | 25   | 1    | Ліон                     |
| 19 | ЗХ   | Леандер Дендонкер       | 15 квітня 1995 (вік 26 років)    | 17   | 0    | Вулвергемптон Вондерерз  |
| 20 | НП   | Крістіан Бентеке        | 3 грудня 1990 (вік 30 років)     | 39   | 16   | Крістал Пелес            |
| 21 | ЗХ   | Тімоті Кастань          | 5 грудня 1995 (вік 25 років)     | 14   | 2    | Лестер Сіті              |
| 22 | ПЗ   | Насер Шадлі             | 2 серпня 1989 (вік 31 рік)       | 64   | 8    | Істанбул Башакшехір      |
| 23 | НП   | Міші Батшуаї            | 2 жовтня 1993 (вік 27 років)     | 34   | 22   | Крістал Пелес            |
| 24 | НП   | Леандро Троссар         | 4 грудня 1994 (вік 26 років)     | 7    | 2    | Брайтон енд Гоув Альбіон |
| 25 | НП   | Жеремі Доку             | 27 травня 2002 (вік 19 років)    | 8    | 2    | Ренн                     |
| 26 | ПЗ   | Денніс Прат             | 14 травня 1994 (вік 27 років)    | 11   | 1    | Лестер Сіті              |

### Данія
Головний тренер: Каспер Юльманн
Збірна Данії оголосила свою остаточну заявку 25 травня 2021.
| №  | Поз. | Гравець                   | Дата народження (вік)          | Ігри | Голи | Клуб                |
| -- | ---- | ------------------------- | ------------------------------ | ---- | ---- | ------------------- |
| 1  | ВР   | Каспер Шмейхель (капітан) | 5 листопада 1986 (вік 34 роки) | 65   | 0    | Лестер Сіті         |
| 2  | ЗХ   | Йоахім Андерсен           | 31 травня 1996 (вік 25 років)  | 5    | 0    | Фулгем              |
| 3  | ЗХ   | Яннік Вестергорд          | 3 серпня 1992 (вік 28 років)   | 22   | 1    | Саутгемптон         |
| 4  | ЗХ   | Сімон К'єр                | 26 березня 1989 (вік 32 роки)  | 107  | 3    | Мілан               |
| 5  | ЗХ   | Йоакім Мехле              | 20 травня 1997 (вік 24 роки)   | 10   | 2    | Аталанта            |
| 6  | ЗХ   | Андреас Крістенсен        | 10 квітня 1996 (вік 25 років)  | 41   | 1    | Челсі               |
| 7  | ПЗ   | Роберт Сков               | 20 травня 1996 (вік 25 років)  | 10   | 5    | Гоффенгайм 1899     |
| 8  | ПЗ   | Томас Ділейні             | 3 вересня 1991 (вік 29 років)  | 54   | 5    | Боруссія (Дортмунд) |
| 9  | НП   | Мартін Брайтвайте         | 5 червня 1991 (вік 30 років)   | 50   | 9    | Барселона           |
| 10 | ПЗ   | Крістіан Еріксен          | 14 лютого 1992 (вік 29 років)  | 108  | 36   | Інтернаціонале      |
| 11 | НП   | Андреас Сков Ольсен       | 29 грудня 1999 (вік 21 рік)    | 6    | 3    | Болонья             |
| 12 | НП   | Каспер Дольберг           | 6 жовтня 1997 (вік 23 роки)    | 26   | 7    | Ніцца               |
| 13 | ЗХ   | Матіас Йоргенсен          | 23 квітня 1990 (вік 31 рік)    | 35   | 2    | Копенгаген          |
| 14 | НП   | Міккель Дамсгор           | 3 липня 2000 (вік 20 років)    | 3    | 2    | Сампдорія           |
| 15 | ПЗ   | Крістіан Нергор           | 10 березня 1994 (вік 27 років) | 4    | 0    | Брентфорд           |
| 16 | ВР   | Йонас Лессль              | 1 лютого 1989 (вік 32 роки)    | 1    | 0    | Мідтьюлланн         |
| 17 | ЗХ   | Єнс Ларсен                | 21 лютого 1991 (вік 30 років)  | 36   | 2    | Удінезе             |
| 18 | ПЗ   | Даніель Васс              | 31 травня 1989 (вік 32 роки)   | 30   | 0    | Валенсія            |
| 19 | НП   | Йонас Вінд                | 7 лютого 1999 (вік 22 роки)    | 7    | 3    | Копенгаген          |
| 20 | НП   | Юссуф Поульсен            | 15 червня 1994 (вік 26 років)  | 54   | 8    | РБ Лейпциг          |
| 21 | НП   | Андреас Корнеліус         | 16 березня 1993 (вік 28 років) | 28   | 6    | Парма               |
| 22 | ВР   | Фредерік Реннов           | 4 серпня 1992 (вік 28 років)   | 8    | 0    | Шальке 04           |
| 23 | ПЗ   | П'єр-Еміль Гейб'єрг       | 5 серпня 1995 (вік 25 років)   | 41   | 4    | Тоттенгем Готспур   |
| 24 | ПЗ   | Матіас Єнсен              | 1 січня 1996 (вік 25 років)    | 6    | 1    | Брентфорд           |
| 25 | ПЗ   | Андерс Крістіансен        | 8 червня 1990 (вік 31 рік)     | 4    | 0    | Мальме              |
| 26 | ЗХ   | Ніколай Бойлесен          | 16 лютого 1992 (вік 29 років)  | 20   | 1    | Копенгаген          |

### Фінляндія
Головний тренер: Маркку Канерва
Збірна Фінляндії оголосила попередню заявку із 26 гравців 19 травня 2021 року. Остаточну заявку було оприлюднено 1 червня. Згодом Саулі Вяйсянен травмувався і 3 червня був замінений у заявці на Ніко Гямяляйнена.
| №  | Поз. | Гравець             | Дата народження (вік)          | Ігри | Голи | Клуб                 |
| -- | ---- | ------------------- | ------------------------------ | ---- | ---- | -------------------- |
| 1  | ВР   | Лукаш Градецький    | 24 листопада 1989 (вік 31 рік) | 65   | 0    | Баєр 04              |
| 2  | ЗХ   | Паулус Араюурі      | 15 червня 1988 (вік 32 роки)   | 51   | 3    | Пафос                |
| 3  | ЗХ   | Даніель О'Шонессі   | 14 вересня 1994 (вік 26 років) | 11   | 0    | ГІК                  |
| 4  | ЗХ   | Йоона Тойвіо        | 10 березня 1988 (вік 33 роки)  | 73   | 3    | Геккен               |
| 5  | ЗХ   | Лео Вяйсянен        | 23 липня 1997 (вік 23 роки)    | 8    | 0    | Ельфсборг            |
| 6  | ПЗ   | Глен Камара         | 28 жовтня 1995 (вік 25 років)  | 31   | 1    | Рейнджерс            |
| 7  | ПЗ   | Роберт Тейлор       | 21 жовтня 1994 (вік 26 років)  | 19   | 1    | Бранн                |
| 8  | ПЗ   | Робін Лод           | 17 квітня 1993 (вік 28 років)  | 43   | 4    | Міннесота Юнайтед    |
| 9  | ПЗ   | Фредрік Єнсен       | 9 вересня 1997 (вік 23 роки)   | 18   | 7    | Аугсбург             |
| 10 | НП   | Теему Пуккі         | 29 березня 1990 (вік 31 рік)   | 91   | 30   | Норвіч Сіті          |
| 11 | ПЗ   | Расмус Шуллер       | 18 червня 1991 (вік 29 років)  | 49   | 0    | Юргорден             |
| 12 | ВР   | Єссе Йоронен        | 21 березня 1993 (вік 28 років) | 14   | 0    | Брешія               |
| 13 | ПЗ   | Пюрю Сойрі          | 22 вересня 1994 (вік 26 років) | 31   | 5    | Есб'єрг              |
| 14 | ПЗ   | Тім Спарв (капітан) | 20 лютого 1987 (вік 34 роки)   | 81   | 1    | Лариса               |
| 15 | ЗХ   | Ніко Гямяляйнен     | 5 березня 1997 (вік 24 роки)   | 7    | 0    | Квінз Парк Рейнджерс |
| 16 | ЗХ   | Томас Лам           | 18 грудня 1993 (вік 27 років)  | 26   | 0    | Зволле               |
| 17 | ЗХ   | Ніколай Альго       | 12 березня 1993 (вік 28 років) | 12   | 0    | МТК                  |
| 18 | ЗХ   | Єре Уронен          | 13 липня 1994 (вік 26 років)   | 49   | 1    | Генк                 |
| 19 | ПЗ   | Йоні Кауко          | 12 липня 1990 (вік 30 років)   | 25   | 0    | Есб'єрг              |
| 20 | НП   | Йоел Пог'янпало     | 13 вересня 1994 (вік 26 років) | 42   | 9    | Уніон (Берлін)       |
| 21 | НП   | Лассі Лаппалайнен   | 24 серпня 1998 (вік 22 роки)   | 8    | 0    | Монреаль Імпакт      |
| 22 | ЗХ   | Юкка Райтала        | 15 вересня 1988 (вік 32 роки)  | 52   | 0    | Міннесота Юнайтед    |
| 23 | ВР   | Анссі Яаккола       | 13 березня 1987 (вік 34 роки)  | 3    | 0    | Бристоль Роверз      |
| 24 | ПЗ   | Онні Валакарі       | 18 серпня 1999 (вік 21 рік)    | 5    | 1    | Пафос                |
| 25 | ЗХ   | Роберт Іванов       | 19 вересня 1994 (вік 26 років) | 4    | 0    | Варта (Познань)      |
| 26 | НП   | Маркус Форсс        | 18 червня 1999 (вік 21 рік)    | 5    | 1    | Брентфорд            |

### Росія
Головний тренер: Станіслав Черчесов
Збірна Росії оголосила попередню заявку із 30 гравців 11 травня 2021 року. Остаточну заявку було оприлюднено 2 червня. 11 червня 2021 року було оголошено, що Андрій Мостовий здав позитивний тест на коронавірус, і у заявці команди на турнір його змінив Роман Євгеньєв.
| №  | Поз. | Гравець               | Дата народження (вік)            | Ігри | Голи | Клуб                    |
| -- | ---- | --------------------- | -------------------------------- | ---- | ---- | ----------------------- |
| 1  | ВР   | Антон Шунін           | 27 січня 1987 (вік 34 роки)      | 12   | 0    | Динамо (Москва)         |
| 2  | ЗХ   | Маріо Фернандес       | 19 вересня 1990 (вік 30 років)   | 29   | 5    | ЦСКА (Москва)           |
| 3  | ЗХ   | Ігор Дівєєв           | 27 вересня 1999 (вік 21 рік)     | 4    | 0    | ЦСКА (Москва)           |
| 4  | ЗХ   | В'ячеслав Караваєв    | 20 травня 1995 (вік 26 років)    | 13   | 2    | Зеніт (Санкт-Петербург) |
| 5  | ЗХ   | Андрій Семенов        | 24 березня 1989 (вік 32 роки)    | 26   | 0    | Ахмат                   |
| 6  | ПЗ   | Денис Черишев         | 26 грудня 1990 (вік 30 років)    | 30   | 12   | Валенсія                |
| 7  | ПЗ   | Магомед Оздоєв        | 5 листопада 1992 (вік 28 років)  | 32   | 4    | Зеніт (Санкт-Петербург) |
| 8  | ПЗ   | Дмитро Баринов        | 11 вересня 1996 (вік 24 роки)    | 5    | 0    | Локомотив (Москва)      |
| 9  | НП   | Олександр Соболєв     | 7 березня 1997 (вік 24 роки)     | 6    | 3    | Спартак (Москва)        |
| 10 | НП   | Антон Заболотний      | 13 червня 1991 (вік 29 років)    | 13   | 1    | Сочі                    |
| 11 | ПЗ   | Роман Зобнін          | 11 лютого 1994 (вік 27 років)    | 35   | 0    | Спартак (Москва)        |
| 12 | ВР   | Юрій Дюпін            | 17 березня 1988 (вік 33 роки)    | 0    | 0    | Рубін (Казань)          |
| 13 | ЗХ   | Федір Кудряшов        | 5 квітня 1987 (вік 34 роки)      | 44   | 1    | Антальяспор             |
| 14 | ЗХ   | Георгій Джикія        | 21 листопада 1993 (вік 27 років) | 33   | 1    | Спартак (Москва)        |
| 15 | НП   | Олексій Міранчук      | 17 жовтня 1995 (вік 25 років)    | 33   | 5    | Аталанта                |
| 16 | ВР   | Матвій Сафонов        | 25 лютого 1999 (вік 22 роки)     | 1    | 0    | Краснодар               |
| 17 | ПЗ   | Олександр Головін     | 30 травня 1996 (вік 25 років)    | 38   | 5    | Монако                  |
| 18 | ПЗ   | Юрій Жирков           | 20 серпня 1983 (вік 37 років)    | 104  | 2    | Зеніт (Санкт-Петербург) |
| 19 | ПЗ   | Рифат Жемалетдінов    | 20 вересня 1996 (вік 24 роки)    | 4    | 0    | Локомотив (Москва)      |
| 20 | НП   | Олексій Іонов         | 18 лютого 1989 (вік 32 роки)     | 35   | 4    | Краснодар               |
| 21 | ПЗ   | Данило Фомін          | 2 березня 1997 (вік 24 роки)     | 4    | 0    | Динамо (Москва)         |
| 22 | НП   | Артем Дзюба (капітан) | 22 серпня 1988 (вік 32 роки)     | 52   | 29   | Зеніт (Санкт-Петербург) |
| 23 | ПЗ   | Далер Кузяєв          | 15 січня 1993 (вік 28 років)     | 34   | 2    | Зеніт (Санкт-Петербург) |
| 24 | ПЗ   | Роман Євгеньєв        | 23 лютого 1999 (вік 22 роки)     | 1    | 0    | Динамо (Москва)         |
| 25 | НП   | Денис Макаров         | 18 лютого 1998 (вік 23 роки)     | 0    | 0    | Рубін (Казань)          |
| 26 | ПЗ   | Максим Мухін          | 4 листопада 2001 (вік 19 років)  | 2    | 0    | Локомотив (Москва)      |

## Група C

### Австрія
Головний тренер:  Франко Фода
Збірна Австрії оголосила попередню заявку із 30 гравців 19 травня 2021 року. Остаточну заявку було оприлюднено 24 травня 2021 року.
| №  | Поз. | Гравець                        | Дата народження (вік)           | Ігри | Голи | Клуб                          |
| -- | ---- | ------------------------------ | ------------------------------- | ---- | ---- | ----------------------------- |
| 1  | ВР   | Александер Шлагер              | 1 лютого 1996 (вік 25 років)    | 6    | 0    | ЛАСК                          |
| 2  | ЗХ   | Андреас Ульмер                 | 30 жовтня 1985 (вік 35 років)   | 24   | 0    | Ред Булл                      |
| 3  | ЗХ   | Александар Драгович            | 6 березня 1991 (вік 30 років)   | 90   | 2    | Баєр 04                       |
| 4  | ЗХ   | Мартін Гінтереггер             | 7 вересня 1992 (вік 28 років)   | 55   | 4    | Айнтрахт (Франкфурт-на-Майні) |
| 5  | ЗХ   | Штефан Пош                     | 14 травня 1997 (вік 24 роки)    | 11   | 1    | Гоффенгайм 1899               |
| 6  | ПЗ   | Штефан Ільзанкер               | 18 травня 1989 (вік 32 роки)    | 51   | 0    | Айнтрахт (Франкфурт-на-Майні) |
| 7  | НП   | Марко Арнаутович               | 19 квітня 1989 (вік 32 роки)    | 88   | 26   | Шанхай СІПГ                   |
| 8  | ЗХ   | Давід Алаба                    | 24 червня 1992 (вік 28 років)   | 81   | 14   | Баварія (Мюнхен)              |
| 9  | ПЗ   | Марсель Забітцер               | 17 березня 1994 (вік 27 років)  | 50   | 8    | РБ Лейпциг                    |
| 10 | ПЗ   | Флоріан Грілліч                | 7 серпня 1995 (вік 25 років)    | 23   | 1    | Гоффенгайм 1899               |
| 11 | НП   | Міхаель Грегорич               | 18 квітня 1994 (вік 27 років)   | 26   | 4    | Аугсбург                      |
| 12 | ВР   | Павао Перван                   | 13 листопада 1987 (вік 33 роки) | 7    | 0    | Вольфсбург                    |
| 13 | ВР   | Даніель Бахманн                | 9 липня 1994 (вік 26 років)     | 2    | 0    | Вотфорд                       |
| 14 | ПЗ   | Юліан Баумгартлінгер (капітан) | 2 січня 1988 (вік 33 роки)      | 83   | 1    | Баєр 04                       |
| 15 | ЗХ   | Філіпп Лінгарт                 | 11 липня 1996 (вік 24 роки)     | 4    | 0    | Фрайбург                      |
| 16 | ПЗ   | Кристофер Тріммель             | 24 лютого 1987 (вік 34 роки)    | 13   | 0    | Уніон (Берлін)                |
| 17 | ПЗ   | Луїс Шауб                      | 29 грудня 1994 (вік 26 років)   | 21   | 6    | Люцерн                        |
| 18 | ПЗ   | Алессандро Шепф                | 7 лютого 1994 (вік 27 років)    | 26   | 5    | Шальке 04                     |
| 19 | ПЗ   | Крістоф Баумгартнер            | 1 серпня 1999 (вік 21 рік)      | 10   | 3    | Гоффенгайм 1899               |
| 20 | ПЗ   | Карім Онісіво                  | 17 березня 1992 (вік 29 років)  | 11   | 1    | Майнц 05                      |
| 21 | ЗХ   | Штефан Лайнер                  | 27 серпня 1992 (вік 28 років)   | 29   | 1    | Боруссія (Менхенгладбах)      |
| 22 | ПЗ   | Валентіно Лазаро               | 24 березня 1996 (вік 25 років)  | 31   | 3    | Боруссія (Менхенгладбах)      |
| 23 | ПЗ   | Ксавер Шлагер                  | 28 вересня 1997 (вік 23 роки)   | 20   | 1    | Вольфсбург                    |
| 24 | ПЗ   | Конрад Лаймер                  | 27 травня 1997 (вік 24 роки)    | 9    | 1    | РБ Лейпциг                    |
| 25 | НП   | Саша Калайджич                 | 7 липня 1997 (вік 23 роки)      | 7    | 3    | Штутгарт                      |
| 26 | ЗХ   | Марко Фрідль                   | 16 березня 1998 (вік 23 роки)   | 3    | 0    | Вердер                        |

### Нідерланди
Головний тренер: Франк де Бур
Збірна Нідерландів оголосила попередню заявку із 34 гравців 14 травня 2021 року. Остаточну заявку оприлюднили 26 травня. 1 червня було оголошено, що голкіпер Яспер Сіллессен здав позитивний тест на COVID-19, і у заявці на турнір його змінив Марко Бізот.
8 червня стало відомо про травму Донні ван де Бека, який був змушений залишити свою збірну. Керівництво команди вирішило не використовувати право дозаявки іншого гравця, тож у заявці нідерландців залишилося 25 футболістів.
| №  | Поз. | Гравець                        | Дата народження (вік)            | Ігри | Голи | Клуб                     |
| -- | ---- | ------------------------------ | -------------------------------- | ---- | ---- | ------------------------ |
| 1  | ВР   | Мартен Стекеленбург            | 22 вересня 1982 (вік 38 років)   | 59   | 0    | Аякс                     |
| 2  | ЗХ   | Джоел Велтман                  | 15 січня 1992 (вік 29 років)     | 27   | 2    | Брайтон енд Гоув Альбіон |
| 3  | ЗХ   | Маттейс де Лігт                | 12 серпня 1999 (вік 21 рік)      | 27   | 2    | Ювентус                  |
| 4  | ЗХ   | Натан Аке                      | 18 лютого 1995 (вік 26 років)    | 20   | 2    | Манчестер Сіті           |
| 5  | ЗХ   | Овен Вейндал                   | 28 листопада 1999 (вік 21 рік)   | 9    | 0    | АЗ                       |
| 6  | ЗХ   | Стефан де Врей                 | 5 лютого 1992 (вік 29 років)     | 45   | 3    | Інтернаціонале           |
| 7  | НП   | Стевен Бергейс                 | 19 грудня 1991 (вік 29 років)    | 26   | 2    | Феєнорд                  |
| 8  | ПЗ   | Джорджіньо Вейналдум (капітан) | 11 листопада 1990 (вік 30 років) | 75   | 22   | Ліверпуль                |
| 9  | НП   | Люк де Йонг                    | 27 серпня 1990 (вік 30 років)    | 36   | 8    | Севілья                  |
| 10 | НП   | Мемфіс Депай                   | 13 лютого 1994 (вік 27 років)    | 64   | 26   | Ліон                     |
| 11 | НП   | Квінсі Промес                  | 4 січня 1992 (вік 29 років)      | 48   | 7    | Спартак (Москва)         |
| 12 | ЗХ   | Патрік ван Анголт              | 29 серпня 1990 (вік 30 років)    | 15   | 0    | Крістал Пелес            |
| 13 | ВР   | Тім Крул                       | 3 квітня 1988 (вік 33 роки)      | 15   | 0    | Норвіч Сіті              |
| 14 | ПЗ   | Деві Классен                   | 21 лютого 1993 (вік 28 років)    | 24   | 5    | Аякс                     |
| 15 | ПЗ   | Мартен де Рон                  | 29 березня 1991 (вік 30 років)   | 23   | 0    | Аталанта                 |
| 16 | ПЗ   | Раян Гравенберх                | 16 травня 2002 (вік 19 років)    | 5    | 1    | Аякс                     |
| 17 | ЗХ   | Дейлі Блінд                    | 9 березня 1990 (вік 31 рік)      | 78   | 2    | Аякс                     |
| 18 | НП   | Доніелл Мален                  | 19 січня 1999 (вік 22 роки)      | 9    | 2    | ПСВ                      |
| 19 | НП   | Ваут Веггорст                  | 7 серпня 1992 (вік 28 років)     | 6    | 1    | Вольфсбург               |
| 21 | ПЗ   | Френкі де Йонг                 | 12 травня 1997 (вік 24 роки)     | 27   | 1    | Барселона                |
| 22 | ЗХ   | Дензел Дюмфріс                 | 18 квітня 1996 (вік 25 років)    | 19   | 0    | ПСВ                      |
| 23 | ВР   | Марко Бізот                    | 10 березня 1991 (вік 30 років)   | 1    | 0    | АЗ                       |
| 24 | ПЗ   | Тен Копмейнерс                 | 28 лютого 1998 (вік 23 роки)     | 1    | 0    | АЗ                       |
| 25 | ЗХ   | Юррієн Тімбер                  | 17 червня 2001 (вік 19 років)    | 2    | 0    | Аякс                     |
| 26 | НП   | Коді Гакпо                     | 7 травня 1999 (вік 22 роки)      | 0    | 0    | ПСВ                      |

### Північна Македонія
Головний тренер: Ігор Ангеловський
Збірна Північної Македонії оголосила остаточну заявку 20 травня 2021 року.
| №  | Поз. | Гравець                 | Дата народження (вік)            | Ігри | Голи | Клуб             |
| -- | ---- | ----------------------- | -------------------------------- | ---- | ---- | ---------------- |
| 1  | ВР   | Столе Димитриєвський    | 25 грудня 1993 (вік 27 років)    | 42   | 0    | Райо Вальєкано   |
| 2  | ЗХ   | Егзон Бейтулай          | 7 січня 1994 (вік 27 років)      | 21   | 0    | Шкендія          |
| 3  | ЗХ   | Гойко Зайков            | 10 лютого 1995 (вік 26 років)    | 17   | 1    | Шарлеруа         |
| 4  | ЗХ   | Кіре Рістевський        | 22 жовтня 1990 (вік 30 років)    | 47   | 0    | Уйпешт           |
| 5  | ПЗ   | Аріян Адемі             | 29 травня 1991 (вік 30 років)    | 21   | 4    | Динамо (Загреб)  |
| 6  | ЗХ   | Вісар Мусліу            | 13 листопада 1994 (вік 26 років) | 31   | 1    | Фегервар         |
| 7  | НП   | Іван Тричковський       | 18 квітня 1987 (вік 34 роки)     | 64   | 7    | АЕК (Ларнака)    |
| 8  | ЗХ   | Езджан Аліоський        | 12 лютого 1992 (вік 29 років)    | 44   | 8    | Лідс Юнайтед     |
| 9  | НП   | Александар Трайковський | 5 вересня 1992 (вік 28 років)    | 65   | 18   | Мальорка         |
| 10 | НП   | Горан Пандев (капітан)  | 27 липня 1983 (вік 37 років)     | 119  | 37   | Дженоа           |
| 11 | ПЗ   | Ферхан Хасані           | 18 червня 1990 (вік 30 років)    | 41   | 2    | Партизані        |
| 12 | ВР   | Ристо Янков             | 5 вересня 1998 (вік 22 роки)     | 0    | 0    | Работнічкі       |
| 13 | ЗХ   | Стефан Ристовський      | 12 лютого 1992 (вік 29 років)    | 65   | 2    | Динамо (Загреб)  |
| 14 | ЗХ   | Дарко Велковський       | 21 червня 1995 (вік 25 років)    | 27   | 1    | Рієка            |
| 15 | ПЗ   | Тихомир Костадинов      | 4 березня 1996 (вік 25 років)    | 10   | 0    | Ружомберок       |
| 16 | ПЗ   | Бобан Ніколов           | 28 липня 1994 (вік 26 років)     | 34   | 2    | Лечче            |
| 17 | ПЗ   | Еніс Барді              | 2 липня 1995 (вік 25 років)      | 34   | 6    | Леванте          |
| 18 | НП   | Влатко Стояновський     | 23 квітня 1997 (вік 24 роки)     | 8    | 2    | Шамблі           |
| 19 | НП   | Крсте Велкоський        | 20 лютого 1988 (вік 33 роки)     | 16   | 0    | Сараєво          |
| 20 | ПЗ   | Стефан Спировський      | 23 серпня 1990 (вік 30 років)    | 40   | 1    | АЕК (Ларнака)    |
| 21 | ПЗ   | Еліф Елмас              | 24 вересня 1999 (вік 21 рік)     | 27   | 7    | Наполі           |
| 22 | ВР   | Дам'ян Шишковський      | 18 березня 1995 (вік 26 років)   | 6    | 0    | Докса Катокопіас |
| 23 | НП   | Мар'ян Радеський        | 10 лютого 1995 (вік 26 років)    | 17   | 1    | Академія Пандєва |
| 24 | НП   | Даніель Аврамовський    | 20 лютого 1995 (вік 26 років)    | 6    | 0    | Кайсеріспор      |
| 25 | ПЗ   | Дарко Чурлінов          | 11 липня 2000 (вік 20 років)     | 3    | 1    | Штутгарт         |
| 26 | ПЗ   | Милан Ристовський       | 8 квітня 1998 (вік 23 роки)      | 1    | 1    | Спартак (Трнава) |

### Україна
Головний тренер: Андрій Шевченко
Збірна України оголосила попередню заявку із 35 гравців 30 квітня 2021 року. 1 травня до складу команди було додано ще одного гравця, утім за два тижні заявку було скорочено до 34 гравців після травм Олександра Андрієвського і Володимира Шепелєва. Остаточну заявку було оголошено 1 червня 2021 року.
| №  | Поз. | Гравець                | Дата народження (вік)            | Ігри | Голи | Клуб             |
| -- | ---- | ---------------------- | -------------------------------- | ---- | ---- | ---------------- |
| 1  | ВР   | Георгій Бущан          | 31 травня 1994 (вік 27 років)    | 6    | 0    | Динамо (Київ)    |
| 2  | ЗХ   | Едуард Соболь          | 20 квітня 1995 (вік 26 років)    | 20   | 0    | Брюгге           |
| 3  | ПЗ   | Георгій Судаков        | 1 вересня 2002 (вік 18 років)    | 3    | 0    | Шахтар (Донецьк) |
| 4  | ЗХ   | Сергій Кривцов         | 15 березня 1991 (вік 30 років)   | 23   | 0    | Шахтар (Донецьк) |
| 5  | ПЗ   | Сергій Сидорчук        | 2 травня 1991 (вік 30 років)     | 36   | 3    | Динамо (Київ)    |
| 6  | ПЗ   | Тарас Степаненко       | 8 серпня 1989 (вік 31 рік)       | 62   | 3    | Шахтар (Донецьк) |
| 7  | ПЗ   | Андрій Ярмоленко       | 23 жовтня 1989 (вік 31 рік)      | 94   | 40   | Вест Гем Юнайтед |
| 8  | ПЗ   | Руслан Маліновський    | 4 травня 1993 (вік 28 років)     | 37   | 6    | Аталанта         |
| 9  | НП   | Роман Яремчук          | 27 листопада 1995 (вік 25 років) | 24   | 8    | Гент             |
| 10 | ПЗ   | Микола Шапаренко       | 4 жовтня 1998 (вік 22 роки)      | 12   | 0    | Динамо (Київ)    |
| 11 | ПЗ   | Марлос                 | 7 червня 1988 (вік 33 роки)      | 25   | 1    | Шахтар (Донецьк) |
| 12 | ВР   | Андрій Пятов (капітан) | 28 червня 1984 (вік 36 років)    | 97   | 0    | Шахтар (Донецьк) |
| 13 | ЗХ   | Ілля Забарний          | 1 вересня 2002 (вік 18 років)    | 8    | 0    | Динамо (Київ)    |
| 14 | ПЗ   | Євгеній Макаренко      | 21 травня 1991 (вік 30 років)    | 12   | 0    | Кортрейк         |
| 15 | ПЗ   | Віктор Циганков        | 15 листопада 1997 (вік 23 роки)  | 26   | 6    | Динамо (Київ)    |
| 16 | ЗХ   | Віталій Миколенко      | 29 травня 1999 (вік 22 роки)     | 15   | 0    | Динамо (Київ)    |
| 17 | ПЗ   | Олександр Зінченко     | 15 грудня 1996 (вік 24 роки)     | 39   | 6    | Манчестер Сіті   |
| 18 | ПЗ   | Роман Безус            | 26 вересня 1990 (вік 30 років)   | 23   | 5    | Гент             |
| 19 | НП   | Артем Бєсєдін          | 31 березня 1996 (вік 25 років)   | 16   | 2    | Динамо (Київ)    |
| 20 | ПЗ   | Олександр Зубков       | 3 серпня 1996 (вік 24 роки)      | 11   | 1    | Ференцварош      |
| 21 | ЗХ   | Олександр Караваєв     | 2 червня 1992 (вік 29 років)     | 33   | 1    | Динамо (Київ)    |
| 22 | ЗХ   | Микола Матвієнко       | 2 травня 1996 (вік 25 років)     | 36   | 0    | Шахтар (Донецьк) |
| 23 | ВР   | Анатолій Трубін        | 1 серпня 2001 (вік 19 років)     | 2    | 0    | Шахтар (Донецьк) |
| 24 | ЗХ   | Олександр Тимчик       | 20 січня 1997 (вік 24 роки)      | 4    | 0    | Динамо (Київ)    |
| 25 | ЗХ   | Денис Попов            | 17 лютого 1999 (вік 22 роки)     | 1    | 0    | Динамо (Київ)    |
| 26 | НП   | Артем Довбик           | 21 червня 1997 (вік 23 роки)     | 2    | 0    | Дніпро-1         |

## Група D

### Хорватія
Головний тренер: Златко Далич
Збірна Хорватії оголосила свою остаточну заявку 17 травня 2021 року.
| №  | Поз. | Гравець               | Дата народження (вік)            | Ігри | Голи | Клуб                    |
| -- | ---- | --------------------- | -------------------------------- | ---- | ---- | ----------------------- |
| 1  | ВР   | Доминик Ливакович     | 9 січня 1995 (вік 26 років)      | 21   | 0    | Динамо (Загреб)         |
| 2  | ЗХ   | Шиме Врсалько         | 10 січня 1992 (вік 29 років)     | 49   | 0    | Атлетіко (Мадрид)       |
| 3  | ЗХ   | Борна Баришич         | 10 листопада 1992 (вік 28 років) | 20   | 1    | Рейнджерс               |
| 4  | ПЗ   | Іван Перишич          | 2 лютого 1989 (вік 32 роки)      | 101  | 28   | Інтернаціонале          |
| 5  | ЗХ   | Дує Чалета-Цар        | 17 вересня 1996 (вік 24 роки)    | 14   | 0    | Марсель                 |
| 6  | ЗХ   | Деян Ловрен           | 5 липня 1989 (вік 31 рік)        | 64   | 4    | Зеніт (Санкт-Петербург) |
| 7  | НП   | Йосип Брекало         | 23 червня 1998 (вік 22 роки)     | 24   | 4    | Вольфсбург              |
| 8  | ПЗ   | Матео Ковачич         | 6 травня 1994 (вік 27 років)     | 67   | 3    | Челсі                   |
| 9  | НП   | Андрей Крамарич       | 19 червня 1991 (вік 29 років)    | 54   | 14   | Гоффенгайм 1899         |
| 10 | ПЗ   | Лука Модрич (капітан) | 9 вересня 1985 (вік 35 років)    | 138  | 17   | Реал Мадрид             |
| 11 | ПЗ   | Марцело Брозович      | 16 листопада 1992 (вік 28 років) | 59   | 6    | Інтернаціонале          |
| 12 | ВР   | Ловре Калинич         | 3 квітня 1990 (вік 31 рік)       | 19   | 0    | Хайдук (Спліт)          |
| 13 | ПЗ   | Никола Влашич         | 4 жовтня 1997 (вік 23 роки)      | 22   | 5    | ЦСКА (Москва)           |
| 14 | НП   | Анте Будимир          | 22 липня 1991 (вік 29 років)     | 7    | 1    | Осасуна                 |
| 15 | ПЗ   | Маріо Пашалич         | 9 лютого 1995 (вік 26 років)     | 25   | 3    | Аталанта                |
| 16 | ЗХ   | Миле Шкорич           | 19 червня 1991 (вік 29 років)    | 5    | 0    | Осієк                   |
| 17 | НП   | Анте Ребич            | 21 вересня 1993 (вік 27 років)   | 38   | 3    | Мілан                   |
| 18 | ПЗ   | Мислав Оршич          | 29 грудня 1992 (вік 28 років)    | 9    | 0    | Динамо (Загреб)         |
| 19 | ПЗ   | Мілан Бадель          | 25 лютого 1989 (вік 32 роки)     | 55   | 2    | Дженоа                  |
| 20 | НП   | Бруно Петкович        | 16 вересня 1994 (вік 26 років)   | 15   | 6    | Динамо (Загреб)         |
| 21 | ЗХ   | Домагой Віда          | 29 квітня 1989 (вік 32 роки)     | 88   | 4    | Бешикташ                |
| 22 | ЗХ   | Йосип Юранович        | 16 серпня 1995 (вік 25 років)    | 8    | 0    | Легія                   |
| 23 | ВР   | Симон Слуга           | 17 березня 1993 (вік 28 років)   | 3    | 0    | Лутон Таун              |
| 24 | ЗХ   | Домагой Брадарич      | 10 грудня 1999 (вік 21 рік)      | 4    | 0    | Лілль                   |
| 25 | ЗХ   | Йошко Гвардіол        | 23 січня 2002 (вік 19 років)     | 1    | 0    | Динамо (Загреб)         |
| 26 | ПЗ   | Лука Іванушець        | 26 листопада 1998 (вік 22 роки)  | 2    | 1    | Динамо (Загреб)         |

### Чехія
Головний тренер: Ярослав Шилгавий
Збірна Чехії оголосила свою остаточну заявку, до якої увійшло лише 25 гравців, 25 травня 2021 року. 27 травня на останнє місце у заявці було дозаявлено Міхала Саділека після того, як апеляція щодо скасування десятиматчевої дискваліфікації Ондржея Кудели не була задоволена, і стало зрозуміло, що участі у першості Європи він узяти не зможе.
| №  | Поз. | Гравець                   | Дата народження (вік)           | Ігри | Голи | Клуб               |
| -- | ---- | ------------------------- | ------------------------------- | ---- | ---- | ------------------ |
| 1  | ВР   | Томаш Вацлік              | 29 березня 1989 (вік 32 роки)   | 37   | 0    | Севілья            |
| 2  | ЗХ   | Павел Кадержабек          | 25 квітня 1992 (вік 29 років)   | 47   | 3    | Гоффенгайм 1899    |
| 3  | ЗХ   | Ондржей Челустка          | 18 червня 1989 (вік 31 рік)     | 26   | 2    | Спарта (Прага)     |
| 4  | ЗХ   | Якуб Брабець              | 6 серпня 1992 (вік 28 років)    | 21   | 1    | Вікторія (Пльзень) |
| 5  | ЗХ   | Владімір Цоуфал           | 22 серпня 1992 (вік 28 років)   | 16   | 1    | Вест Гем Юнайтед   |
| 6  | ЗХ   | Томаш Калас               | 15 травня 1993 (вік 28 років)   | 23   | 2    | Бристоль Сіті      |
| 7  | ПЗ   | Антонін Барак             | 3 грудня 1994 (вік 26 років)    | 20   | 6    | Верона             |
| 8  | ПЗ   | Владімір Даріда (капітан) | 8 серпня 1990 (вік 30 років)    | 72   | 8    | Герта (Берлін)     |
| 9  | ЗХ   | Томаш Голеш               | 31 березня 1993 (вік 28 років)  | 8    | 1    | Славія (Прага)     |
| 10 | НП   | Патрік Шик                | 24 січня 1996 (вік 25 років)    | 26   | 11   | Баєр 04            |
| 11 | НП   | Міхал Крменчик            | 15 березня 1993 (вік 28 років)  | 29   | 9    | ПАОК               |
| 12 | ПЗ   | Лукаш Масопуст            | 12 лютого 1993 (вік 28 років)   | 22   | 2    | Славія (Прага)     |
| 13 | ПЗ   | Петр Шевчик               | 2 травня 1994 (вік 27 років)    | 7    | 0    | Славія (Прага)     |
| 14 | ПЗ   | Якуб Янкто                | 19 січня 1996 (вік 25 років)    | 35   | 4    | Сампдорія          |
| 15 | ПЗ   | Томаш Соучек              | 27 лютого 1995 (вік 26 років)   | 35   | 7    | Вест Гем Юнайтед   |
| 16 | ВР   | Алеш Мандоус              | 21 квітня 1992 (вік 29 років)   | 1    | 0    | Сігма (Оломоуць)   |
| 17 | ЗХ   | Давид Зима                | 8 листопада 2000 (вік 20 років) | 2    | 0    | Славія (Прага)     |
| 18 | ЗХ   | Ян Боржил                 | 11 січня 1991 (вік 30 років)    | 23   | 0    | Славія (Прага)     |
| 19 | НП   | Адам Гложек               | 25 липня 2002 (вік 18 років)    | 3    | 0    | Спарта (Прага)     |
| 20 | НП   | Матей Видра               | 1 травня 1992 (вік 29 років)    | 36   | 6    | Бернлі             |
| 21 | ПЗ   | Алекс Крал                | 19 травня 1998 (вік 23 роки)    | 18   | 2    | Спартак (Москва)   |
| 22 | ЗХ   | Алеш Мацею                | 3 червня 1996 (вік 25 років)    | 4    | 0    | Брешія             |
| 23 | ВР   | Їржі Павленка             | 14 квітня 1992 (вік 29 років)   | 14   | 0    | Вердер             |
| 24 | НП   | Томаш Пекгарт             | 26 травня 1989 (вік 32 роки)    | 22   | 2    | Легія              |
| 25 | ПЗ   | Якуб Пешек                | 24 червня 1993 (вік 27 років)   | 2    | 1    | Слован (Ліберець)  |
| 26 | ПЗ   | Міхал Саділек             | 31 травня 1999 (вік 22 роки)    | 1    | 0    | Слован (Ліберець)  |

### Англія
Головний тренер: Гарет Саутгейт
Збірна Англії оголосила свою остаточну заявку 1 червня.
Трент Александер-Арнольд травмувався 3 червня і був виключений із заявки, а 7 червня на його місце був дозаявлений Бен Вайт.
| №  | Поз. | Гравець               | Дата народження (вік)          | Ігри | Голи | Клуб                     |
| -- | ---- | --------------------- | ------------------------------ | ---- | ---- | ------------------------ |
| 1  | ВР   | Джордан Пікфорд       | 7 березня 1994 (вік 27 років)  | 31   | 0    | Евертон                  |
| 2  | ЗХ   | Кайл Вокер            | 28 травня 1990 (вік 31 рік)    | 55   | 0    | Манчестер Сіті           |
| 3  | ЗХ   | Люк Шоу               | 12 липня 1995 (вік 25 років)   | 10   | 0    | Манчестер Юнайтед        |
| 4  | ПЗ   | Деклан Райс           | 14 січня 1999 (вік 22 роки)    | 17   | 1    | Вест Гем Юнайтед         |
| 5  | ЗХ   | Джон Стоунс           | 28 травня 1994 (вік 27 років)  | 42   | 2    | Манчестер Сіті           |
| 6  | ЗХ   | Гаррі Магвайр         | 5 березня 1993 (вік 28 років)  | 32   | 3    | Манчестер Юнайтед        |
| 7  | ПЗ   | Джек Гріліш           | 10 вересня 1995 (вік 25 років) | 7    | 0    | Астон Вілла              |
| 8  | ПЗ   | Джордан Гендерсон     | 17 червня 1990 (вік 30 років)  | 59   | 0    | Ліверпуль                |
| 9  | НП   | Гаррі Кейн (капітан)  | 28 липня 1993 (вік 27 років)   | 54   | 34   | Тоттенгем Готспур        |
| 10 | НП   | Рахім Стерлінг        | 8 грудня 1994 (вік 26 років)   | 61   | 14   | Манчестер Сіті           |
| 11 | НП   | Маркус Рашфорд        | 31 жовтня 1997 (вік 23 роки)   | 41   | 12   | Манчестер Юнайтед        |
| 12 | ЗХ   | Кіран Тріпп'є         | 19 вересня 1990 (вік 30 років) | 28   | 1    | Атлетіко (Мадрид)        |
| 13 | ВР   | Дін Гендерсон         | 12 березня 1997 (вік 24 роки)  | 1    | 0    | Манчестер Юнайтед        |
| 14 | ПЗ   | Келвін Філліпс        | 2 грудня 1995 (вік 25 років)   | 8    | 0    | Лідс Юнайтед             |
| 15 | ЗХ   | Тайрон Мінгз          | 13 березня 1993 (вік 28 років) | 10   | 0    | Астон Вілла              |
| 16 | ЗХ   | Конор Коуді           | 25 лютого 1993 (вік 28 років)  | 5    | 1    | Вулвергемптон Вондерерз  |
| 17 | НП   | Джейдон Санчо         | 25 березня 2000 (вік 21 рік)   | 19   | 3    | Боруссія (Дортмунд)      |
| 18 | НП   | Домінік Калверт-Льюїн | 16 березня 1997 (вік 24 роки)  | 9    | 4    | Евертон                  |
| 19 | ПЗ   | Мейсон Маунт          | 10 січня 1999 (вік 22 роки)    | 16   | 4    | Челсі                    |
| 20 | ПЗ   | Філ Фоден             | 28 травня 2000 (вік 21 рік)    | 6    | 2    | Манчестер Сіті           |
| 21 | ЗХ   | Бен Чілвел            | 21 грудня 1996 (вік 24 роки)   | 14   | 0    | Челсі                    |
| 22 | ЗХ   | Бен Вайт              | 8 жовтня 1997 (вік 23 роки)    | 2    | 0    | Брайтон енд Гоув Альбіон |
| 23 | ВР   | Сем Джонстоун         | 25 березня 1993 (вік 28 років) | 1    | 0    | Вест-Бромвіч Альбіон     |
| 24 | ЗХ   | Ріс Джеймс            | 8 грудня 1999 (вік 21 рік)     | 6    | 0    | Челсі                    |
| 25 | ПЗ   | Букайо Сака           | 5 вересня 2001 (вік 19 років)  | 5    | 1    | Арсенал (Лондон)         |
| 26 | ПЗ   | Джуд Беллінгем        | 29 червня 2003 (вік 17 років)  | 4    | 0    | Боруссія (Дортмунд)      |

### Шотландія
Головний тренер: Стів Кларк
Збірна Шотландії оголосила свою остаточну заявку 19 травня 2021 року.
| №  | Поз. | Гравець                   | Дата народження (вік)            | Ігри | Голи | Клуб                 |
| -- | ---- | ------------------------- | -------------------------------- | ---- | ---- | -------------------- |
| 1  | ВР   | Девід Маршалл             | 5 березня 1985 (вік 36 років)    | 44   | 0    | Дербі Каунті         |
| 2  | ЗХ   | Стівен О'Доннелл          | 11 травня 1992 (вік 29 років)    | 19   | 0    | Мотервелл            |
| 3  | ЗХ   | Ендрю Робертсон (капітан) | 11 березня 1994 (вік 27 років)   | 45   | 3    | Ліверпуль            |
| 4  | ПЗ   | Скотт Мактоміней          | 8 грудня 1996 (вік 24 роки)      | 23   | 0    | Манчестер Юнайтед    |
| 5  | ЗХ   | Грант Генлі               | 20 листопада 1991 (вік 29 років) | 33   | 2    | Норвіч Сіті          |
| 6  | ЗХ   | Кіран Тірні               | 5 червня 1997 (вік 24 роки)      | 21   | 0    | Арсенал (Лондон)     |
| 7  | ПЗ   | Джон Макгінн              | 18 жовтня 1994 (вік 26 років)    | 33   | 10   | Астон Вілла          |
| 8  | ПЗ   | Каллум Макгрегор          | 14 червня 1993 (вік 27 років)    | 31   | 0    | Селтік               |
| 9  | НП   | Ліндон Дайкс              | 7 жовтня 1995 (вік 25 років)     | 12   | 2    | Квінз Парк Рейнджерс |
| 10 | НП   | Че Адамс                  | 13 липня 1996 (вік 24 роки)      | 4    | 2    | Саутгемптон          |
| 11 | НП   | Раян Крісті               | 22 лютого 1995 (вік 26 років)    | 19   | 4    | Селтік               |
| 12 | ВР   | Крейг Гордон              | 31 грудня 1982 (вік 38 років)    | 57   | 0    | Гарт оф Мідлотіан    |
| 13 | ЗХ   | Грег Тейлор               | 5 листопада 1997 (вік 23 роки)   | 5    | 0    | Селтік               |
| 14 | ПЗ   | Джон Флек                 | 24 серпня 1991 (вік 29 років)    | 5    | 0    | Шеффілд Юнайтед      |
| 15 | ЗХ   | Деклан Галлахер           | 13 лютого 1991 (вік 30 років)    | 9    | 0    | Мотервелл            |
| 16 | ЗХ   | Ліам Купер                | 30 серпня 1991 (вік 29 років)    | 6    | 0    | Лідс Юнайтед         |
| 17 | ПЗ   | Стюарт Армстронг          | 30 березня 1992 (вік 29 років)   | 25   | 2    | Саутгемптон          |
| 18 | ПЗ   | Девід Тернбулл            | 10 липня 1999 (вік 21 рік)       | 1    | 0    | Селтік               |
| 19 | НП   | Кевін Нісбет              | 8 березня 1997 (вік 24 роки)     | 3    | 1    | Гіберніан            |
| 20 | НП   | Раян Фрейзер              | 24 лютого 1994 (вік 27 років)    | 18   | 4    | Ньюкасл Юнайтед      |
| 21 | ВР   | Джон Маклафлін            | 9 вересня 1987 (вік 33 роки)     | 2    | 0    | Рейнджерс            |
| 22 | ЗХ   | Натан Паттерсон           | 16 жовтня 2001 (вік 19 років)    | 1    | 0    | Рейнджерс            |
| 23 | ПЗ   | Біллі Гілмор              | 11 червня 2001 (вік 20 років)    | 2    | 0    | Челсі                |
| 24 | ЗХ   | Джек Гендрі               | 7 травня 1995 (вік 26 років)     | 6    | 1    | Остенде              |
| 25 | НП   | Джеймс Форрест            | 7 липня 1991 (вік 29 років)      | 37   | 5    | Селтік               |
| 26 | ЗХ   | Скотт Маккенна            | 12 листопада 1996 (вік 24 роки)  | 21   | 0    | Ноттінгем Форест     |

## Група E

### Польща
Головний тренер:  Паулу Соза
Збірна Польщі оголосила свою остаточну заявку 17 травня 2021 року.
7 червня, за декілька днів до початку турніру, травмувався Аркадіуш Мілік, якого було виключено із заявки, яка таким чином скоротилася до 25 гравців.
| №  | Поз. | Гравець                        | Дата народження (вік)         | Ігри | Голи | Клуб                     |
| -- | ---- | ------------------------------ | ----------------------------- | ---- | ---- | ------------------------ |
| 1  | ВР   | Войцех Щенсний                 | 18 квітня 1990 (вік 31 рік)   | 53   | 0    | Ювентус                  |
| 2  | ЗХ   | Каміль П'янтковський           | 21 червня 2000 (вік 20 років) | 2    | 0    | Ракув                    |
| 3  | ПЗ   | Павел Давидович                | 20 травня 1995 (вік 26 років) | 3    | 0    | Верона                   |
| 4  | ЗХ   | Томаш Кендзьора                | 11 червня 1994 (вік 27 років) | 23   | 0    | Динамо (Київ)            |
| 5  | ЗХ   | Ян Беднарек                    | 12 квітня 1996 (вік 25 років) | 30   | 1    | Саутгемптон              |
| 6  | ПЗ   | Кацпер Козловський             | 16 жовтня 2003 (вік 17 років) | 3    | 0    | Погонь (Щецин)           |
| 8  | ПЗ   | Кароль Лінетти                 | 2 лютого 1995 (вік 26 років)  | 32   | 2    | Торіно                   |
| 9  | НП   | Роберт Левандовський (капітан) | 21 серпня 1988 (вік 32 роки)  | 119  | 66   | Баварія (Мюнхен)         |
| 10 | ПЗ   | Гжегож Крихов'як               | 29 січня 1990 (вік 31 рік)    | 80   | 4    | Локомотив (Москва)       |
| 11 | НП   | Кароль Свідерський             | 23 січня 1997 (вік 24 роки)   | 4    | 2    | ПАОК                     |
| 12 | ВР   | Лукаш Скорупський              | 5 травня 1991 (вік 30 років)  | 4    | 0    | Болонья                  |
| 13 | ЗХ   | Мацей Рибус                    | 19 серпня 1989 (вік 31 рік)   | 62   | 2    | Локомотив (Москва)       |
| 14 | ПЗ   | Матеуш Кліх                    | 13 червня 1990 (вік 30 років) | 31   | 2    | Лідс Юнайтед             |
| 15 | ЗХ   | Каміль Глік                    | 3 лютого 1988 (вік 33 роки)   | 83   | 6    | Беневенто                |
| 16 | ПЗ   | Якуб Модер                     | 7 квітня 1999 (вік 22 роки)   | 10   | 2    | Брайтон енд Гоув Альбіон |
| 17 | ПЗ   | Пшемислав Плахета              | 23 березня 1998 (вік 23 роки) | 4    | 0    | Норвіч Сіті              |
| 18 | ЗХ   | Бартош Берешинський            | 12 липня 1992 (вік 28 років)  | 32   | 0    | Сампдорія                |
| 19 | ПЗ   | Пшемислав Франковський         | 12 квітня 1995 (вік 26 років) | 12   | 1    | Чикаго Файр              |
| 20 | ПЗ   | Пйотр Зелінський               | 20 травня 1994 (вік 27 років) | 60   | 7    | Наполі                   |
| 21 | ПЗ   | Каміл Юзвяк                    | 22 квітня 1998 (вік 23 роки)  | 14   | 2    | Дербі Каунті             |
| 22 | ВР   | Лукаш Фабіанський              | 18 квітня 1985 (вік 36 років) | 56   | 0    | Вест Гем Юнайтед         |
| 23 | НП   | Давид Ковнацький               | 14 березня 1997 (вік 24 роки) | 7    | 1    | Фортуна (Дюссельдорф)    |
| 24 | НП   | Якуб Швєрчок                   | 28 грудня 1992 (вік 28 років) | 5    | 1    | П'яст (Гливиці)          |
| 25 | ЗХ   | Міхал Гелік                    | 9 вересня 1995 (вік 25 років) | 3    | 0    | Барнслі                  |
| 26 | ЗХ   | Тимотеуш Пухач                 | 23 січня 1999 (вік 22 роки)   | 2    | 0    | Лех (Познань)            |

### Словаччина
Головний тренер: Штефан Таркович
Збірна Словаччини оголосила попередню заявку із 24 гравців 18 травня 2021. Остаточну заявку було оприлюднено 2 червня.
| №  | Поз. | Гравець                | Дата народження (вік)            | Ігри | Голи | Клуб                |
| -- | ---- | ---------------------- | -------------------------------- | ---- | ---- | ------------------- |
| 1  | ВР   | Мартін Дубравка        | 15 січня 1989 (вік 32 роки)      | 25   | 0    | Ньюкасл Юнайтед     |
| 2  | ЗХ   | Петер Пекарик          | 30 жовтня 1986 (вік 34 роки)     | 101  | 2    | Герта (Берлін)      |
| 3  | ЗХ   | Деніс Вавро            | 10 квітня 1996 (вік 25 років)    | 10   | 0    | Уеска               |
| 4  | ЗХ   | Мартін Вальєнт         | 11 грудня 1995 (вік 25 років)    | 9    | 0    | Мальорка            |
| 5  | ЗХ   | Любомир Шатка          | 2 грудня 1995 (вік 25 років)     | 14   | 0    | Лех (Познань)       |
| 6  | ПЗ   | Ян Грегуш              | 29 січня 1991 (вік 30 років)     | 35   | 4    | Міннесота Юнайтед   |
| 7  | ПЗ   | Владімір Вайсс         | 30 листопада 1989 (вік 31 рік)   | 69   | 7    | Слован (Братислава) |
| 8  | ПЗ   | Ондрей Дуда            | 5 грудня 1994 (вік 26 років)     | 45   | 5    | Кельн               |
| 9  | НП   | Роберт Боженік         | 18 листопада 1999 (вік 21 рік)   | 16   | 4    | Феєнорд             |
| 10 | ПЗ   | Томаш Суслов           | 7 червня 2002 (вік 19 років)     | 3    | 0    | Гронінген           |
| 11 | ПЗ   | Ласло Бенеш            | 9 вересня 1997 (вік 23 роки)     | 5    | 1    | Аугсбург            |
| 12 | ВР   | Душан Куцьяк           | 21 травня 1985 (вік 36 років)    | 14   | 0    | Лехія (Гданськ)     |
| 13 | ПЗ   | Патрік Грошовський     | 22 квітня 1992 (вік 29 років)    | 36   | 0    | Генк                |
| 14 | ЗХ   | Мілан Шкриняр          | 11 лютого 1995 (вік 26 років)    | 40   | 2    | Інтернаціонале      |
| 15 | ЗХ   | Томаш Губочан          | 17 вересня 1985 (вік 35 років)   | 70   | 0    | Омонія              |
| 16 | ЗХ   | Давід Ганцко           | 13 грудня 1997 (вік 23 роки)     | 14   | 1    | Спарта (Прага)      |
| 17 | ПЗ   | Марек Гамшик (капітан) | 27 липня 1987 (вік 33 роки)      | 126  | 26   | Гетеборг            |
| 18 | ПЗ   | Лукаш Гараслін         | 26 травня 1996 (вік 25 років)    | 15   | 1    | Сассуоло            |
| 19 | ПЗ   | Юрай Куцка             | 26 лютого 1987 (вік 34 роки)     | 83   | 10   | Парма               |
| 20 | НП   | Роберт Мак             | 8 березня 1991 (вік 30 років)    | 66   | 14   | Ференцварош         |
| 21 | НП   | Михал Дюриш            | 1 червня 1988 (вік 33 роки)      | 56   | 7    | Омонія              |
| 22 | ПЗ   | Станіслав Лоботка      | 25 листопада 1994 (вік 26 років) | 28   | 3    | Наполі              |
| 23 | ВР   | Марек Родак            | 13 грудня 1996 (вік 24 роки)     | 6    | 0    | Фулгем              |
| 24 | ЗХ   | Мартін Косцельник      | 2 березня 1995 (вік 26 років)    | 5    | 0    | Слован (Ліберець)   |
| 25 | ПЗ   | Якуб Громада           | 25 травня 1996 (вік 25 років)    | 2    | 0    | Славія (Прага)      |
| 26 | НП   | Іван Шранц             | 13 вересня 1993 (вік 27 років)   | 8    | 1    | Яблонець            |

### Іспанія
Головний тренер: Луїс Енріке
Збірна Іспанії оголосила свою остаточну заявку, до якої було включено лише 24 гравців, 24 травня 2021 року.
| №  | Поз. | Гравець                  | Дата народження (вік)            | Ігри | Голи | Клуб                     |
| -- | ---- | ------------------------ | -------------------------------- | ---- | ---- | ------------------------ |
| 1  | ВР   | Давід де Хеа             | 7 листопада 1990 (вік 30 років)  | 45   | 0    | Манчестер Юнайтед        |
| 2  | ЗХ   | Сесар Аспілікуета        | 28 серпня 1989 (вік 31 рік)      | 25   | 0    | Челсі                    |
| 3  | ЗХ   | Дієго Льоренте           | 16 серпня 1993 (вік 27 років)    | 8    | 0    | Лідс Юнайтед             |
| 4  | ЗХ   | Пау Торрес               | 16 січня 1997 (вік 24 роки)      | 8    | 1    | Вільярреал               |
| 5  | ПЗ   | Серхіо Бускетс (капітан) | 16 липня 1988 (вік 32 роки)      | 123  | 2    | Барселона                |
| 6  | ПЗ   | Маркос Льоренте          | 30 січня 1995 (вік 26 років)     | 5    | 0    | Атлетіко (Мадрид)        |
| 7  | НП   | Альваро Мората           | 23 жовтня 1992 (вік 28 років)    | 40   | 19   | Ювентус                  |
| 8  | ПЗ   | Коке                     | 8 січня 1992 (вік 29 років)      | 50   | 0    | Атлетіко (Мадрид)        |
| 9  | НП   | Жерар Морено             | 7 квітня 1992 (вік 29 років)     | 11   | 5    | Вільярреал               |
| 10 | ПЗ   | Тьяго                    | 11 квітня 1991 (вік 30 років)    | 42   | 2    | Ліверпуль                |
| 11 | ПЗ   | Ферран Торрес            | 29 лютого 2000 (вік 21 рік)      | 11   | 6    | Манчестер Сіті           |
| 12 | ЗХ   | Ерік Гарсія              | 9 січня 2001 (вік 20 років)      | 8    | 0    | Манчестер Сіті           |
| 13 | ВР   | Роберт Санчес            | 18 листопада 1997 (вік 23 роки)  | 0    | 0    | Брайтон енд Гоув Альбіон |
| 14 | ЗХ   | Хосе Луїс Гая            | 25 травня 1995 (вік 26 років)    | 14   | 2    | Валенсія                 |
| 16 | ПЗ   | Родрі                    | 22 червня 1996 (вік 24 роки)     | 20   | 1    | Манчестер Сіті           |
| 17 | ПЗ   | Фабіан Руїс              | 3 квітня 1996 (вік 25 років)     | 12   | 1    | Наполі                   |
| 18 | ЗХ   | Жорді Альба              | 21 березня 1989 (вік 32 роки)    | 72   | 8    | Барселона                |
| 19 | ПЗ   | Дані Ольмо               | 7 травня 1998 (вік 23 роки)      | 11   | 3    | РБ Лейпциг               |
| 20 | ПЗ   | Адама Траоре             | 25 січня 1996 (вік 25 років)     | 5    | 0    | Вулвергемптон Вондерерз  |
| 21 | НП   | Мікель Оярсабаль         | 21 квітня 1997 (вік 24 роки)     | 13   | 4    | Реал Сосьєдад            |
| 22 | ПЗ   | Пабло Сарабія            | 11 травня 1992 (вік 29 років)    | 4    | 1    | Парі Сен-Жермен          |
| 23 | ВР   | Унаї Сімон               | 11 червня 1997 (вік 24 роки)     | 7    | 0    | Атлетік (Більбао)        |
| 24 | ЗХ   | Емерік Ляпорт            | 27 травня 1994 (вік 27 років)    | 1    | 0    | Манчестер Сіті           |
| 26 | НП   | Педрі                    | 25 листопада 2002 (вік 18 років) | 4    | 0    | Барселона                |

### Швеція
Головний тренер: Янне Андерссон
Збірна Швеції оголосила свою остаточну заявку 18 травня 2021 року.
31 травня Мартін Ульссон був виключений із заявки через травму і був замінений на П'єра Бенгтссона. Деян Калусевскі та Маттіас Сванберг 8 червня здали позитивні тести на COVID-19 і були ізольовані, утім без виключення із заявки на турнір.
| №  | Поз. | Гравець                     | Дата народження (вік)          | Ігри | Голи | Клуб              |
| -- | ---- | --------------------------- | ------------------------------ | ---- | ---- | ----------------- |
| 1  | ВР   | Робін Ульсен                | 8 січня 1990 (вік 31 рік)      | 44   | 0    | Евертон           |
| 2  | ЗХ   | Мікаель Лустіг              | 13 грудня 1986 (вік 34 роки)   | 90   | 6    | АІК               |
| 3  | ЗХ   | Віктор Лінделеф             | 17 липня 1994 (вік 26 років)   | 41   | 3    | Манчестер Юнайтед |
| 4  | ЗХ   | Андреас Гранквіст (капітан) | 16 квітня 1985 (вік 36 років)  | 88   | 9    | Гельсінгборг      |
| 5  | ЗХ   | П'єр Бенгтссон              | 12 квітня 1988 (вік 33 роки)   | 38   | 0    | Вайле             |
| 6  | ЗХ   | Людвіг Аугустінссон         | 21 квітня 1994 (вік 27 років)  | 32   | 2    | Вердер            |
| 7  | ПЗ   | Себастіан Ларссон           | 6 червня 1985 (вік 36 років)   | 129  | 9    | АІК               |
| 8  | ПЗ   | Альбін Екдаль               | 28 липня 1989 (вік 31 рік)     | 57   | 0    | Сампдорія         |
| 9  | НП   | Маркус Берг                 | 17 серпня 1986 (вік 34 роки)   | 86   | 24   | Краснодар         |
| 10 | ПЗ   | Еміль Форсберг              | 23 жовтня 1991 (вік 29 років)  | 58   | 9    | РБ Лейпциг        |
| 11 | НП   | Александр Ісак              | 21 вересня 1999 (вік 21 рік)   | 22   | 6    | Реал Сосьєдад     |
| 12 | ВР   | Карл-Юган Юнссон            | 28 січня 1990 (вік 31 рік)     | 9    | 0    | Копенгаген        |
| 13 | ПЗ   | Густав Свенссон             | 7 лютого 1987 (вік 34 роки)    | 31   | 0    | Гуанчжоу Фулі     |
| 14 | ЗХ   | Філіп Геландер              | 22 квітня 1993 (вік 28 років)  | 15   | 0    | Рейнджерс         |
| 15 | ПЗ   | Кен Сема                    | 30 вересня 1993 (вік 27 років) | 12   | 0    | Вотфорд           |
| 16 | ЗХ   | Еміль Крафт                 | 2 серпня 1994 (вік 26 років)   | 28   | 0    | Ньюкасл Юнайтед   |
| 17 | ПЗ   | Віктор Классон              | 2 січня 1992 (вік 29 років)    | 46   | 9    | Краснодар         |
| 18 | ЗХ   | Понтус Янссон               | 13 лютого 1991 (вік 30 років)  | 27   | 0    | Брентфорд         |
| 19 | ПЗ   | Маттіас Сванберг            | 5 січня 1999 (вік 22 роки)     | 9    | 1    | Болонья           |
| 20 | ПЗ   | Крістоффер Ульссон          | 30 червня 1995 (вік 25 років)  | 25   | 0    | Краснодар         |
| 21 | ПЗ   | Деян Калусевскі             | 25 квітня 2000 (вік 21 рік)    | 13   | 1    | Ювентус           |
| 22 | НП   | Робін Квайсон               | 9 жовтня 1993 (вік 27 років)   | 26   | 9    | Майнц 05          |
| 23 | ВР   | Крістоффер Нордфельдт       | 23 червня 1989 (вік 31 рік)    | 14   | 0    | Генчлербірлігі    |
| 24 | ЗХ   | Маркус Даніельсон           | 8 квітня 1989 (вік 32 роки)    | 9    | 3    | Далянь Їфан       |
| 25 | НП   | Джордан Ларссон             | 20 червня 1997 (вік 23 роки)   | 6    | 1    | Спартак (Москва)  |
| 26 | ПЗ   | Єнс Каюсте                  | 10 серпня 1999 (вік 21 рік)    | 4    | 0    | Мідтьюлланн       |

## Група F

### Франція
Головний тренер: Дідьє Дешам
Збірна Франції оголосила свою остаточну заявку 18 травня 2021 року.
| №  | Поз. | Гравець              | Дата народження (вік)            | Ігри | Голи | Клуб                     |
| -- | ---- | -------------------- | -------------------------------- | ---- | ---- | ------------------------ |
| 1  | ВР   | Уго Льоріс (капітан) | 26 грудня 1986 (вік 34 роки)     | 125  | 0    | Тоттенгем Готспур        |
| 2  | ЗХ   | Бенжамен Павар       | 28 березня 1996 (вік 25 років)   | 35   | 2    | Баварія (Мюнхен)         |
| 3  | ЗХ   | Преснель Кімпембе    | 13 серпня 1995 (вік 25 років)    | 17   | 0    | Парі Сен-Жермен          |
| 4  | ЗХ   | Рафаель Варан        | 25 квітня 1993 (вік 28 років)    | 75   | 5    | Реал Мадрид              |
| 5  | ЗХ   | Клеман Лангле        | 17 червня 1995 (вік 25 років)    | 12   | 1    | Барселона                |
| 6  | ПЗ   | Поль Погба           | 15 березня 1993 (вік 28 років)   | 80   | 10   | Манчестер Юнайтед        |
| 7  | НП   | Антуан Грізманн      | 21 березня 1991 (вік 30 років)   | 91   | 37   | Барселона                |
| 8  | ПЗ   | Тома Лемар           | 12 листопада 1995 (вік 25 років) | 25   | 4    | Атлетіко (Мадрид)        |
| 9  | НП   | Олів'є Жіру          | 30 вересня 1986 (вік 34 роки)    | 108  | 46   | Челсі                    |
| 10 | НП   | Кіліан Мбаппе        | 20 грудня 1998 (вік 22 роки)     | 44   | 17   | Парі Сен-Жермен          |
| 11 | НП   | Усман Дембеле        | 15 травня 1997 (вік 24 роки)     | 25   | 4    | Барселона                |
| 12 | ПЗ   | Корентен Толіссо     | 3 серпня 1994 (вік 26 років)     | 25   | 2    | Баварія (Мюнхен)         |
| 13 | ПЗ   | Н'Голо Канте         | 29 березня 1991 (вік 30 років)   | 46   | 2    | Челсі                    |
| 14 | ПЗ   | Адріан Рабйо         | 3 квітня 1995 (вік 26 років)     | 15   | 0    | Ювентус                  |
| 15 | ЗХ   | Курт Зума            | 27 жовтня 1994 (вік 26 років)    | 8    | 1    | Челсі                    |
| 16 | ВР   | Стів Манданда        | 28 березня 1985 (вік 36 років)   | 34   | 0    | Марсель                  |
| 17 | ПЗ   | Мусса Сіссоко        | 16 серпня 1989 (вік 31 рік)      | 69   | 2    | Тоттенгем Готспур        |
| 18 | ЗХ   | Люка Дінь            | 20 липня 1993 (вік 27 років)     | 38   | 0    | Евертон                  |
| 19 | НП   | Карім Бензема        | 19 грудня 1987 (вік 33 роки)     | 83   | 27   | Реал Мадрид              |
| 20 | НП   | Кінгслі Коман        | 13 червня 1996 (вік 24 роки)     | 30   | 5    | Баварія (Мюнхен)         |
| 21 | ЗХ   | Лукас Ернандес       | 14 лютого 1996 (вік 25 років)    | 26   | 0    | Баварія (Мюнхен)         |
| 22 | НП   | Віссам Бен Єддер     | 12 серпня 1990 (вік 30 років)    | 14   | 2    | Монако                   |
| 23 | ВР   | Майк Меньян          | 3 липня 1995 (вік 25 років)      | 1    | 0    | Лілль                    |
| 24 | ЗХ   | Лео Дюбуа            | 14 вересня 1994 (вік 26 років)   | 7    | 0    | Ліон                     |
| 25 | ЗХ   | Жуль Кунде           | 12 листопада 1998 (вік 22 роки)  | 1    | 0    | Севілья                  |
| 26 | НП   | Маркус Тюрам         | 6 серпня 1997 (вік 23 роки)      | 3    | 0    | Боруссія (Менхенгладбах) |

### Німеччина
Головний тренер: Йоахім Лев
Збірна Німеччини оголосила свою остаточну заявку 19 травня 2021 року.
| №  | Поз. | Гравець                | Дата народження (вік)          | Ігри | Голи | Клуб                          |
| -- | ---- | ---------------------- | ------------------------------ | ---- | ---- | ----------------------------- |
| 1  | ВР   | Мануель Ноєр (капітан) | 27 березня 1986 (вік 35 років) | 100  | 0    | Баварія (Мюнхен)              |
| 2  | ЗХ   | Антоніо Рюдігер        | 3 березня 1993 (вік 28 років)  | 41   | 1    | Челсі                         |
| 3  | ЗХ   | Марсель Гальстенберг   | 27 вересня 1991 (вік 29 років) | 8    | 1    | РБ Лейпциг                    |
| 4  | ЗХ   | Маттіас Гінтер         | 19 січня 1994 (вік 27 років)   | 40   | 2    | Боруссія (Менхенгладбах)      |
| 5  | ЗХ   | Матс Гуммельс          | 16 грудня 1988 (вік 32 роки)   | 72   | 5    | Боруссія (Дортмунд)           |
| 6  | ПЗ   | Йозуа Кімміх           | 8 лютого 1995 (вік 26 років)   | 55   | 3    | Баварія (Мюнхен)              |
| 7  | ПЗ   | Кай Гаверц             | 11 червня 1999 (вік 22 роки)   | 14   | 3    | Челсі                         |
| 8  | ПЗ   | Тоні Кроос             | 4 січня 1990 (вік 31 рік)      | 102  | 17   | Реал Мадрид                   |
| 9  | НП   | Кевін Фолланд          | 30 липня 1992 (вік 28 років)   | 11   | 1    | Монако                        |
| 10 | НП   | Серж Гнабрі            | 14 липня 1995 (вік 25 років)   | 22   | 16   | Баварія (Мюнхен)              |
| 11 | НП   | Тімо Вернер            | 6 березня 1996 (вік 25 років)  | 39   | 16   | Челсі                         |
| 12 | ВР   | Бернд Лено             | 4 березня 1992 (вік 29 років)  | 8    | 0    | Арсенал (Лондон)              |
| 13 | ПЗ   | Йонас Гофманн          | 14 липня 1992 (вік 28 років)   | 3    | 0    | Боруссія (Менхенгладбах)      |
| 14 | ПЗ   | Джамал Мусіала         | 26 лютого 2003 (вік 18 років)  | 3    | 0    | Баварія (Мюнхен)              |
| 15 | ЗХ   | Ніклас Зюле            | 3 вересня 1995 (вік 25 років)  | 31   | 1    | Баварія (Мюнхен)              |
| 16 | ЗХ   | Лукас Клостерманн      | 3 червня 1996 (вік 25 років)   | 13   | 0    | РБ Лейпциг                    |
| 17 | ПЗ   | Флоріан Нойгаус        | 16 березня 1997 (вік 24 роки)  | 6    | 2    | Боруссія (Менхенгладбах)      |
| 18 | ПЗ   | Леон Горецка           | 6 лютого 1995 (вік 26 років)   | 32   | 13   | Баварія (Мюнхен)              |
| 19 | ПЗ   | Лерой Сане             | 11 січня 1996 (вік 25 років)   | 30   | 7    | Баварія (Мюнхен)              |
| 20 | ЗХ   | Робін Гозенс           | 5 липня 1994 (вік 26 років)    | 7    | 1    | Аталанта                      |
| 21 | ПЗ   | Ілкай Гюндоган         | 24 жовтня 1990 (вік 30 років)  | 46   | 11   | Манчестер Сіті                |
| 22 | ВР   | Кевін Трапп            | 8 липня 1990 (вік 30 років)    | 5    | 0    | Айнтрахт (Франкфурт-на-Майні) |
| 23 | ПЗ   | Емре Джан              | 12 січня 1994 (вік 27 років)   | 34   | 1    | Боруссія (Дортмунд)           |
| 24 | ЗХ   | Робін Кох              | 17 липня 1996 (вік 24 роки)    | 8    | 0    | Лідс Юнайтед                  |
| 25 | ПЗ   | Томас Мюллер           | 13 вересня 1989 (вік 31 рік)   | 102  | 39   | Баварія (Мюнхен)              |
| 26 | ЗХ   | Крістіан Гюнтер        | 28 лютого 1993 (вік 28 років)  | 3    | 0    | Фрайбург                      |

### Угорщина
Головний тренер:  Марко Россі
Збірна Угорщини оголосила попередню заявку із 30 гравців 6 травня 2021. Остаточну заявку було оприлюдено 1 червня.
| №  | Поз. | Гравець              | Дата народження (вік)            | Ігри | Голи | Клуб              |
| -- | ---- | -------------------- | -------------------------------- | ---- | ---- | ----------------- |
| 1  | ВР   | Петер Гулачі         | 6 травня 1990 (вік 31 рік)       | 39   | 0    | РБ Лейпциг        |
| 2  | ЗХ   | Адам Ланг            | 17 січня 1993 (вік 28 років)     | 39   | 1    | Омонія            |
| 3  | ЗХ   | Акош Кечкеш          | 4 січня 1996 (вік 25 років)      | 2    | 0    | Лугано            |
| 4  | ЗХ   | Аттіла Салаї         | 20 січня 1998 (вік 23 роки)      | 13   | 0    | Фенербахче        |
| 5  | ЗХ   | Аттіла Фіола         | 17 лютого 1990 (вік 31 рік)      | 35   | 1    | Фегервар          |
| 6  | ЗХ   | Віллі Орбан          | 3 листопада 1992 (вік 28 років)  | 22   | 5    | РБ Лейпциг        |
| 7  | ЗХ   | Лоїк Него            | 15 січня 1991 (вік 30 років)     | 11   | 2    | Фегервар          |
| 8  | ПЗ   | Адам Надь            | 17 червня 1995 (вік 25 років)    | 48   | 1    | Бристоль Сіті     |
| 9  | НП   | Адам Салаї (капітан) | 9 грудня 1987 (вік 33 роки)      | 71   | 23   | Майнц 05          |
| 10 | ПЗ   | Тамаш Чері           | 15 січня 1988 (вік 33 роки)      | 3    | 0    | Мезйокйовешд      |
| 11 | НП   | Філіп Голендер       | 27 липня 1994 (вік 26 років)     | 15   | 1    | Партизан          |
| 12 | ВР   | Денеш Дібус          | 16 листопада 1990 (вік 30 років) | 15   | 0    | Ференцварош       |
| 13 | ПЗ   | Андраш Шефер         | 13 квітня 1999 (вік 22 роки)     | 6    | 1    | ДАК 1904          |
| 14 | ЗХ   | Герге Ловренчич      | 1 вересня 1988 (вік 32 роки)     | 41   | 1    | Ференцварош       |
| 15 | ПЗ   | Ласло Кляйнгайслер   | 8 квітня 1994 (вік 27 років)     | 34   | 3    | Осієк             |
| 16 | ПЗ   | Даніель Газдаг       | 2 березня 1996 (вік 25 років)    | 6    | 1    | Філадельфія Юніон |
| 17 | ПЗ   | Роланд Варга         | 23 січня 1990 (вік 31 рік)       | 22   | 3    | МТК (Будапешт)    |
| 18 | ПЗ   | Давід Шигер          | 30 листопада 1990 (вік 30 років) | 13   | 1    | Ференцварош       |
| 19 | ПЗ   | Кевін Варга          | 30 березня 1996 (вік 25 років)   | 8    | 1    | Касимпаша         |
| 20 | НП   | Роланд Шаллаї        | 22 травня 1997 (вік 24 роки)     | 22   | 4    | Фрайбург          |
| 21 | ЗХ   | Ендре Ботка          | 25 серпня 1994 (вік 26 років)    | 10   | 0    | Ференцварош       |
| 22 | ВР   | Адам Богдан          | 27 вересня 1987 (вік 33 роки)    | 21   | 0    | Ференцварош       |
| 23 | НП   | Неманя Николич       | 31 грудня 1987 (вік 33 роки)     | 38   | 8    | Фегервар          |
| 24 | НП   | Сабольч Шен          | 27 вересня 2000 (вік 20 років)   | 1    | 0    | Даллас            |
| 25 | НП   | Янош Ган             | 15 березня 1995 (вік 26 років)   | 2    | 0    | Пакш              |
| 26 | ЗХ   | Бендегуз Болла       | 22 листопада 1999 (вік 21 рік)   | 2    | 0    | Фегервар          |

### Португалія
Головний тренер: Фернанду Сантуш
Збірна Португалії оголосила остаточну заявку 20 травня 2021 року.
| №  | Поз. | Гравець                     | Дата народження (вік)            | Ігри | Голи | Клуб                          |
| -- | ---- | --------------------------- | -------------------------------- | ---- | ---- | ----------------------------- |
| 1  | ВР   | Руй Патрісіу                | 15 лютого 1988 (вік 33 роки)     | 93   | 0    | Вулвергемптон Вондерерз       |
| 2  | ЗХ   | Нелсон Семеду               | 16 листопада 1993 (вік 27 років) | 18   | 0    | Вулвергемптон Вондерерз       |
| 3  | ЗХ   | Пепе                        | 26 лютого 1983 (вік 38 років)    | 115  | 7    | Порту                         |
| 4  | ЗХ   | Рубен Діаш                  | 14 травня 1997 (вік 24 роки)     | 28   | 2    | Манчестер Сіті                |
| 5  | ЗХ   | Рафаел Геррейру             | 22 грудня 1993 (вік 27 років)    | 46   | 2    | Боруссія (Дортмунд)           |
| 6  | ЗХ   | Жозе Фонте                  | 22 грудня 1983 (вік 37 років)    | 46   | 0    | Лілль                         |
| 7  | НП   | Кріштіану Роналду (капітан) | 5 лютого 1985 (вік 36 років)     | 175  | 104  | Ювентус                       |
| 8  | ПЗ   | Жуан Моутінью               | 8 вересня 1986 (вік 34 роки)     | 131  | 7    | Вулвергемптон Вондерерз       |
| 9  | НП   | Андре Сілва                 | 6 листопада 1995 (вік 25 років)  | 39   | 16   | Айнтрахт (Франкфурт-на-Майні) |
| 10 | ПЗ   | Бернарду Сілва              | 10 серпня 1994 (вік 26 років)    | 55   | 7    | Манчестер Сіті                |
| 11 | ПЗ   | Бруну Фернандеш             | 8 вересня 1994 (вік 26 років)    | 29   | 4    | Манчестер Юнайтед             |
| 12 | ВР   | Антоні Лопеш                | 1 жовтня 1990 (вік 30 років)     | 13   | 0    | Ліон                          |
| 13 | ПЗ   | Данілу Перейра              | 9 вересня 1991 (вік 29 років)    | 47   | 2    | Парі Сен-Жермен               |
| 14 | ПЗ   | Вільям Карвалью             | 7 квітня 1992 (вік 29 років)     | 66   | 4    | Реал Бетіс                    |
| 15 | НП   | Рафаел Феррейра Сілва       | 17 травня 1993 (вік 28 років)    | 21   | 0    | Бенфіка                       |
| 16 | ПЗ   | Ренату Санчеш               | 18 серпня 1997 (вік 23 роки)     | 26   | 2    | Лілль                         |
| 17 | ПЗ   | Гонсалу Гуедеш              | 29 листопада 1996 (вік 24 роки)  | 23   | 6    | Валенсія                      |
| 18 | ПЗ   | Рубен Невіш                 | 13 березня 1997 (вік 24 роки)    | 21   | 0    | Вулвергемптон Вондерерз       |
| 19 | ПЗ   | Педру Гонсалвеш             | 28 червня 1998 (вік 22 роки)     | 2    | 0    | Спортінг (Лісабон)            |
| 20 | ЗХ   | Жуан Канселу                | 27 травня 1994 (вік 27 років)    | 27   | 5    | Манчестер Сіті                |
| 21 | НП   | Діогу Жота                  | 4 грудня 1996 (вік 24 роки)      | 14   | 6    | Ліверпуль                     |
| 22 | ВР   | Руй Сілва                   | 7 лютого 1994 (вік 27 років)     | 1    | 0    | Гранада                       |
| 23 | НП   | Жуан Фелікс                 | 10 листопада 1999 (вік 21 рік)   | 17   | 3    | Атлетіко (Мадрид)             |
| 24 | ПЗ   | Сержіу Олівейра             | 2 червня 1992 (вік 29 років)     | 11   | 0    | Порту                         |
| 25 | ЗХ   | Нуну Мендеш                 | 19 червня 2002 (вік 18 років)    | 5    | 0    | Спортінг (Лісабон)            |
| 26 | ПЗ   | Жуан Пальїнья               | 9 липня 1995 (вік 25 років)      | 4    | 1    | Спортінг (Лісабон)            |